# George W. Bush
Pour les articles homonymes, voir George Bush et Bush.
Pour les autres membres de la famille, voir Famille Bush.
Ne pas confondre avec George H. W. Bush, son père.
George Walker Bush (/d͡ʒɔɹd͡ʒ wɔkɚ bʊʃ/ ), généralement appelé George W. Bush et parfois George Bush fils, né le 6 juillet 1946 à New Haven (Connecticut) est un homme d'État américain, 43e président des États-Unis, en fonction du 20 janvier 2001 au 20 janvier 2009. Il est le fils de George H. W. Bush, 41e président du pays (de 1989 à 1993), et Barbara Pierce.
Membre du Parti républicain, il est élu à deux reprises gouverneur du Texas en 1994 puis 1998. Candidat à l'élection présidentielle de 2000, il l'emporte face au candidat du Parti démocrate, le vice-président sortant Al Gore, à l'issue d'une rude bataille, incluant un long et contesté recomptage en Floride. Il est réélu pour un second mandat le 2 novembre 2004 face à John Kerry, avec le cinquième plus faible écart depuis 1900, alors qu'il avait déjà perdu quatre ans avant le vote populaire lors de celle de 2000.
Durant sa présidence, il pratique sur le plan intérieur une politique néoconservatrice, rompant ainsi clairement avec la politique démocrate de son prédécesseur Bill Clinton mais aussi avec celle plus modérée de son père George H. W. Bush et renouant avec celle de Ronald Reagan. Sa présidence est notamment marquée par les attentats du 11 septembre 2001, par la politique internationale dite de « guerre contre le terrorisme », par les guerres d'Afghanistan et d'Irak, par l'adoption par le Congrès des États-Unis de l'USA PATRIOT Act et la création du département de la Sécurité intérieure, puis par la crise des subprimes et le plan Paulson mis en place pour faire face à la crise financière de 2008 à la fin de son second mandat, lorsque sa cote de popularité s'effondre. Il aurait été durant toutes ces années au pouvoir sous l'influence de son vice-président Dick Cheney et de sa vision absolutiste de la pratique du pouvoir.
Avec John Quincy Adams, il est dans l'histoire des États-Unis le second fils de président à accéder à cette fonction.

## Situation personnelle

### Famille

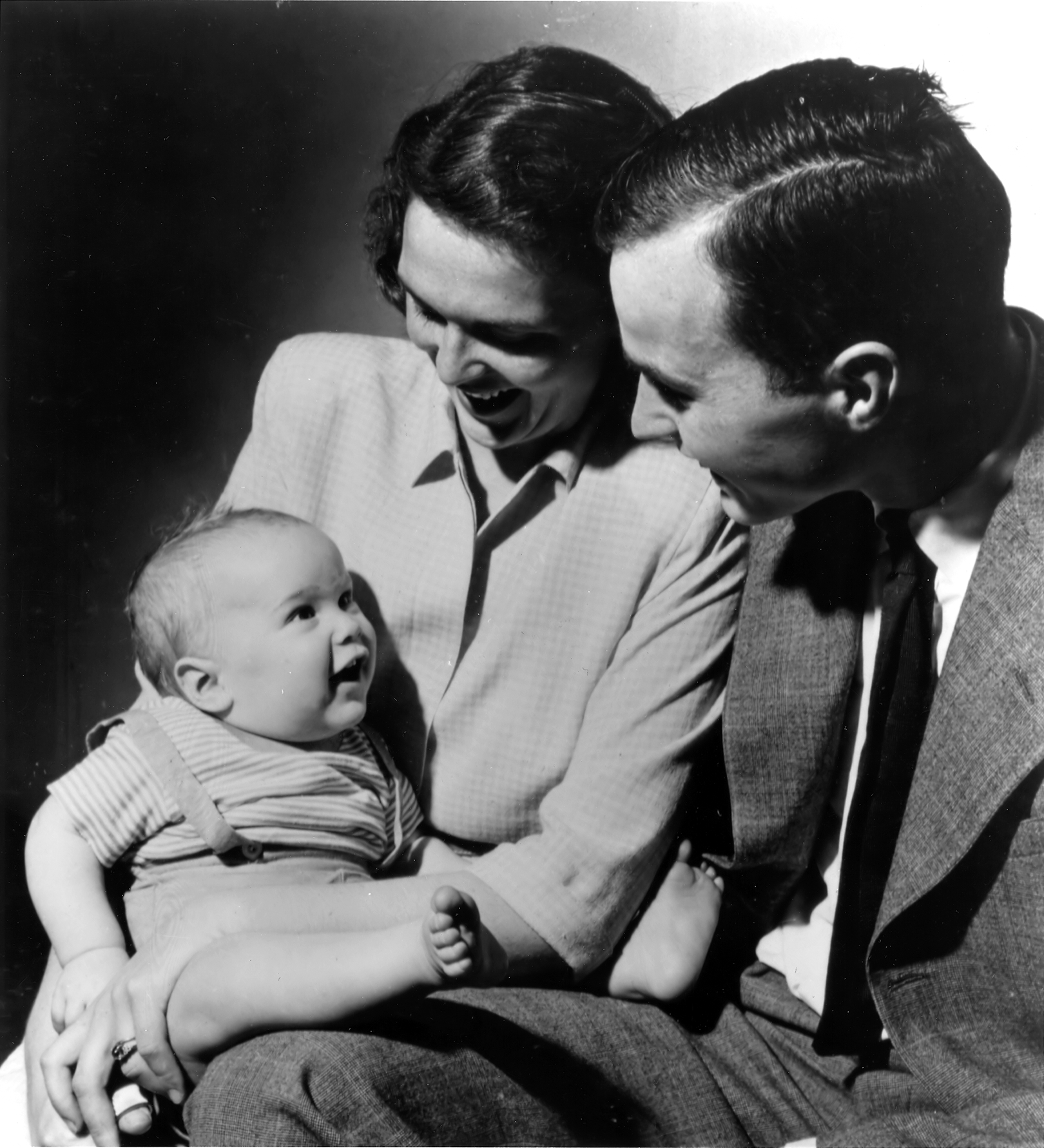
George W. Bush en 1947 avec ses parents Barbara et George Bush.

Aîné d'une famille de six enfants, George W. Bush naît la première année du baby-boom à New Haven, dans le Connecticut. Il a deux sœurs, dont Robin Bush (en), décédée quand elle avait trois ans à la suite d'une leucémie, et trois frères, dont John Ellis Bush (« Jeb ») qui naît sept ans après lui.
La famille Bush emménage en 1959 à Houston où le père a déménagé sa prospère compagnie pétrolière.

### Enfance
Durant son enfance, George W. Bush est envoyé au pensionnat pour garçons de la Phillips Academy à Andover, au Massachusetts, considéré à l'époque comme la « plus dure école privée d'Amérique » par le Time Magazine. Il est ensuite admis à l'université Yale, dont son grand-père était administrateur, pour poursuivre des études supérieures. Il obtiendra un Bachelor of Arts in History (licence d'histoire). Il est à l'époque membre d'une confrérie estudiantine secrète devenue célèbre par la suite : les Skull and Bones, comme son père George H. W. Bush (1948), son grand-père Prescott Bush (1917) et John Kerry, son futur rival à l'élection présidentielle de 2004.

### Carrière militaire

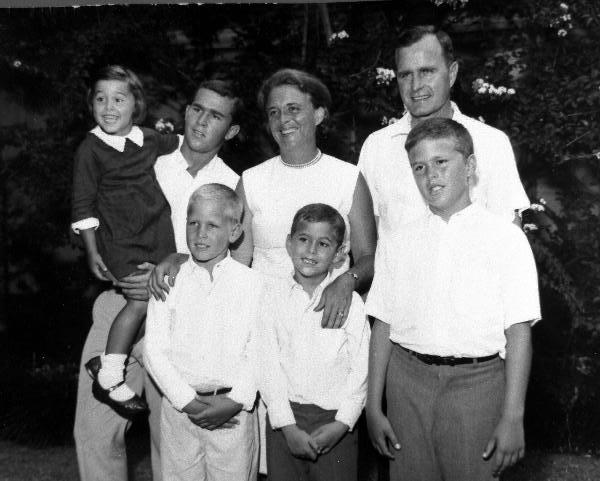
La famille de George H. W. Bush au début des années 1960 : au premier plan Neil, Marvin et Jeb Bush et au second plan, Doro (dans les bras de George W.), Barbara et George H. W. Bush

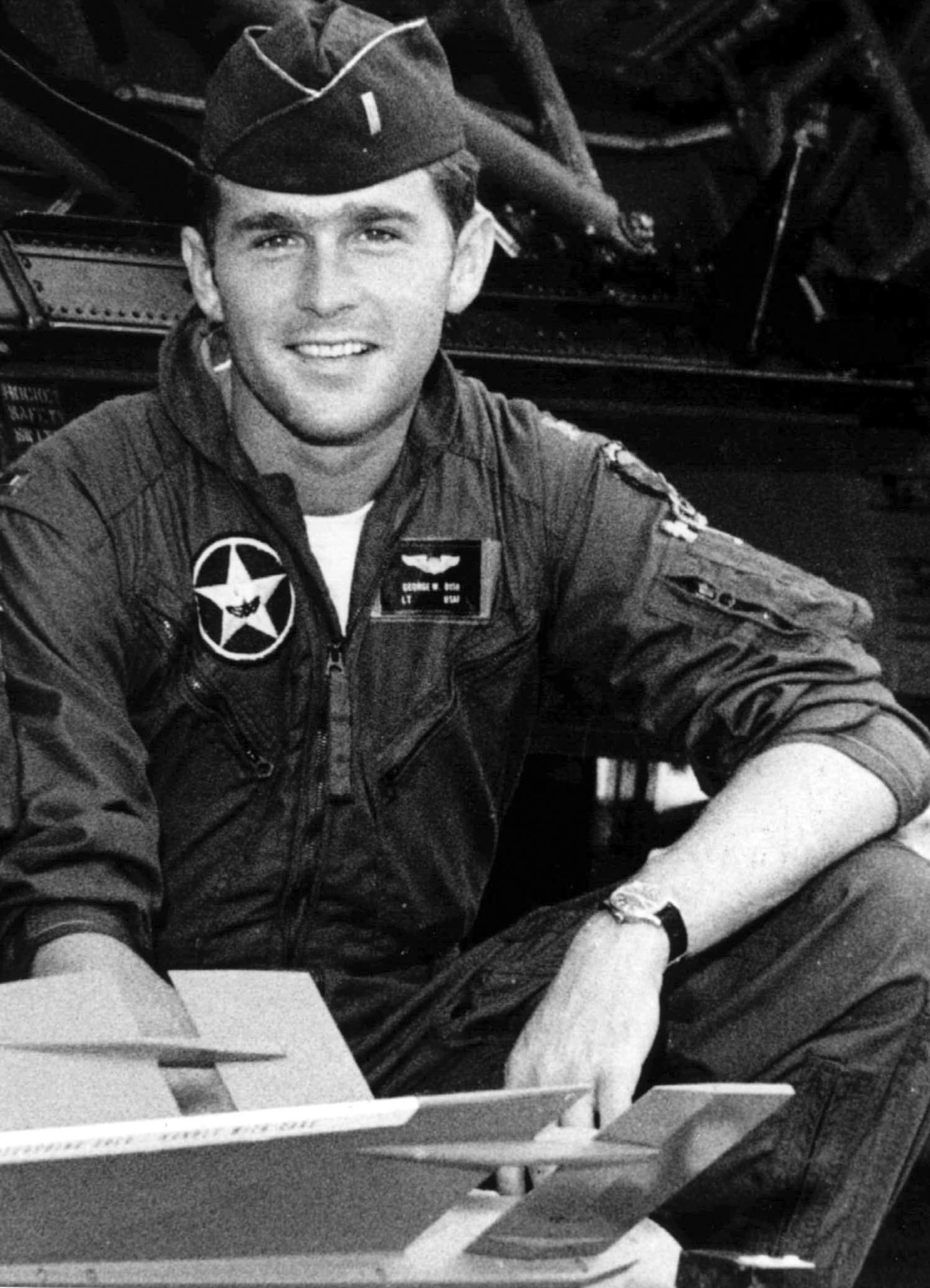
George W. Bush en uniforme de la garde nationale dans les années 1970.

Il fait son service militaire en s'engageant dans la Garde nationale aérienne du Texas en 1968 où il devient pilote d'un F-102. Son unité, surnommée « l'escadron champagne » est chargée de la défense aérienne du sud du pays et du golfe du Mexique. Lors de la campagne électorale de 2004, une controverse concerne cette affectation. En effet, la Garde nationale ne participa pas à la guerre du Viêt Nam et George Bush est critiqué pour y être entré afin d'éviter de participer à cette guerre. La polémique atteint son paroxysme quand CBS News révèle dans 60 Minutes les documents Killian (en), nommés d'après le Lt. Colonel Jerry B. Killian, décédé en 1984, des papiers compromettants indiquant que Bush aurait bénéficié d'un piston. Quelque temps plus tard, on découvre que ces documents sont en réalité des forgeries,.
Pendant son incorporation, il profite de ses congés pour participer à des campagnes électorales auprès de son père ou d'amis. Lorsque son service militaire se termine, après avoir été cependant refusé à la faculté de droit de l'université du Texas, le jeune Bush est admis à la prestigieuse Harvard Business School, pour des études de gestion. Il y obtient son MBA en 1975.

### Mariage

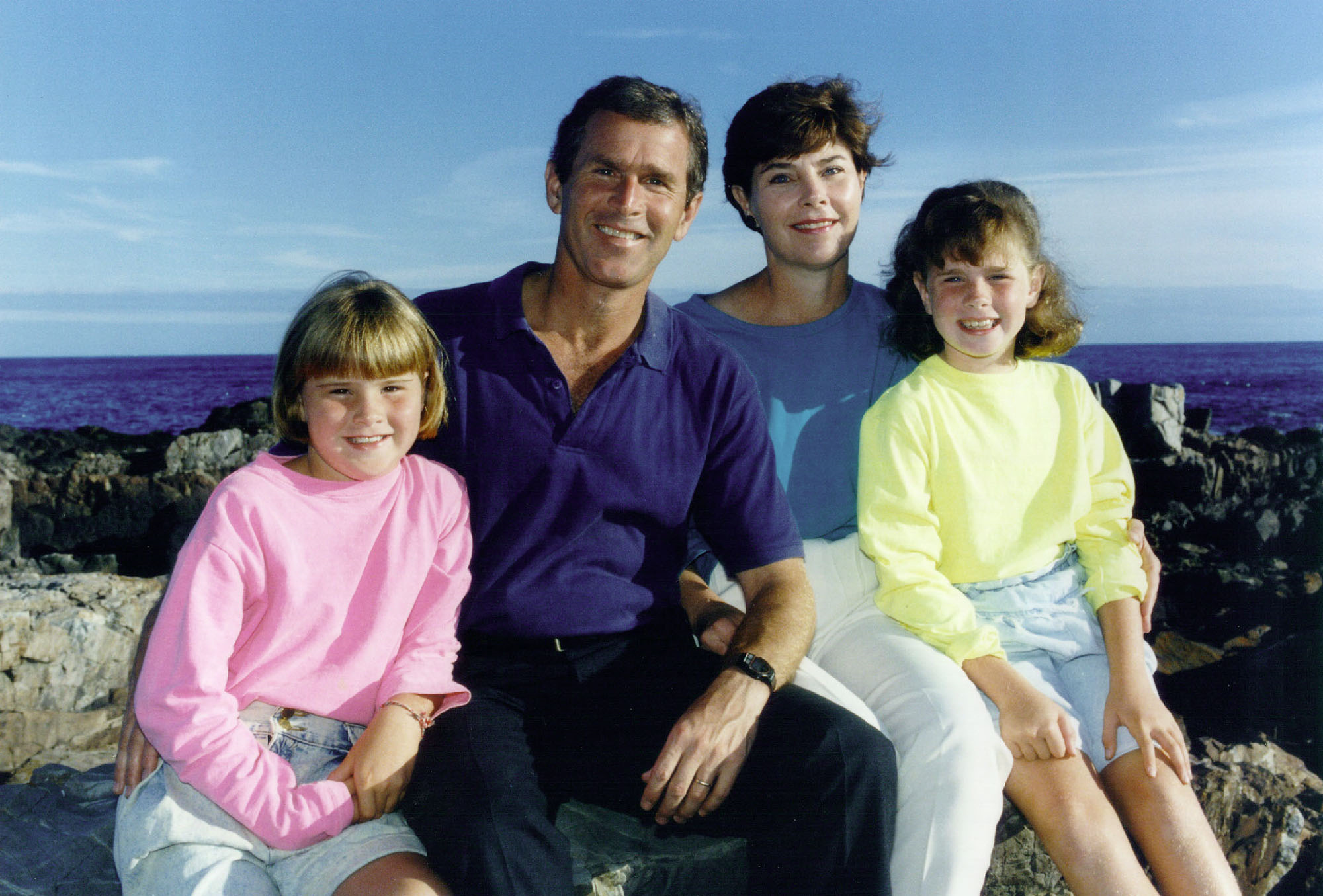
George W. Bush et son épouse Laura avec leurs filles Jenna et Barbara en 1990.

Il se marie avec Laura Welch en 1977. Ils ont des jumelles, Barbara et Jenna, nées en 1981.

### Films à son sujet
Durant sa présidence, George W. Bush a été l'objet ou la cible de documentaires ou de films de plusieurs opposants politiques. Certains de ces films racontent la vie dissolue que George Bush aurait menée avant son élection à la présidence (notamment le premier, Horns and Halos de Suki Hawley, sorti en 2002). Loose Change de Dylan Avery, met en cause quant à lui l'administration américaine dans les attentats du 11 septembre 2001. Le cinéaste et pamphlétaire Michael Moore réalise en 2004 le documentaire Fahrenheit 9/11, Palme d'or du Festival de Cannes, dans le but explicite de favoriser la défaite du candidat républicain à l'élection présidentielle de 2004. Le film est principalement une compilation d'images d'archives et de reportages, souvent sorties de leur contexte comme le discours traditionnel de la Alfred E. Smith Memorial Foundation Dinner où les candidats à l'élection présidentielle prononcent un discours faisant preuve d'autodérision. Ainsi, le discours où George W. Bush plaisante sur les convives, « ceux qui ont et ceux qui ont plus encore », est repris dans le film sans mentionner qu'il s'agit d'un discours humoristique.
Dans la série télévisée Bush Président (2001), le président joué par Timothy Bottoms est également tourné en ridicule.
Également très critique, le documentaire de William Karel, Le Monde selon Bush (2004) inspiré des livres « Le Monde secret de Bush » et « La Guerre des Bush » du journaliste Éric Laurent, est aussi un réquisitoire contre la famille Bush en général et contre leurs relations d'affaires en particulier.
George W. Bush est aussi le premier président des États-Unis à faire l'objet en 2008 d'un film biographique avant même la fin de son mandat. Dans W. : L'Improbable Président, Oliver Stone retrace plusieurs moments de la vie du président américain. Son rôle à l'écran est tenu par Josh Brolin.
En France, Karl Zéro a également consacré un documentaire au 43e président, Being W.-Dans la peau de George W. Bush, sorti en salle en octobre 2008, où la voix « off » imaginaire de George W. Bush commente la carrière du président des États-Unis sur fonds d'images d'archives.
Dans le monde des bandes dessinées, George W. Bush apparaît sous les traits de Perry Camby dans L'Homme de Washington, le 75e album de Lucky Luke (et le 3e depuis la mort de Morris) sorti en décembre 2008, retraçant la fictive campagne électorale de Rutherford B. Hayes. Perry Camby est le fils d'un magnat du pétrole texan, proche du lobby des porteurs d'armes, prêt aux fraudes et aux violences pour devenir le candidat républicain à la présidence des États-Unis. Son principal conseiller apparaît sous les traits de Karl Rove.
Un dernier film, Fair Game, sorti après sa présidence, inspiré de l'affaire Plame-Wilson raconte les démêlés de George Bush avec la presse américaine ainsi que ses journalistes.
En 2018, Sam Rockwell l'incarne dans le film Vice d'Adam McKay, centré sur la vie de Dick Cheney.

## Ascension politique

### Débuts en politique
En 1978, il se présente au Texas à l'élection pour la Chambre des représentants mais avec 47 % des voix, il est battu par le représentant sortant, Kent Hance, son adversaire du Parti démocrate.

### Carrière dans l'industrie
Il commence alors sa carrière dans l'industrie du pétrole avec la création de Arbusto Energy (« arbusto » signifie « bush » [« buisson »] en espagnol), une entreprise de recherche de pétrole et de gaz. Parmi ses associés, figure James Reynolds Bath, qui a été accusé d'agir dans cette opération comme prête-nom de la famille Ben Laden et de Khalid Bin Mahfouz, avec lesquels il est en affaires au Texas. Cette entreprise doit faire face à la crise en 1979 et, après l'avoir renommée Bush Exploration, George W. Bush la revend en 1984 à Spectrum 7, un de ses concurrents texans dont il prend la tête. Spectrum 7 connaît à son tour des difficultés financières et est rachetée en 1986 par Harken Corp. George W. Bush reste au conseil. Dès 1987, Harken est au bord de la faillite et est renflouée par un prêt de la BCCI (Bank of Credit and Commerce International) et une participation au capital d'un Saoudien. En 1990, une concession importante lui est octroyée par l'émir de Bahreïn, dont le frère siège à la BCCI. Peu après, George W. Bush revend ses actions avec une confortable plus-value, une semaine avant qu'Harken n'annonce des pertes record et dévisse en bourse. De 1983 à 1992, il fait partie du directoire de la société de productions cinématographiques Silver Screen Partners, détenue par Roland W. Betts, un ami et ancien confrère d'université. De 1989 à 1993, il est un des administrateurs de Caterair International que le groupe Carlyle vient de racheter.
Après avoir travaillé sur la campagne victorieuse de son père, en 1988, il rassemble de proches amis et achète les Rangers du Texas, une équipe de la Major League Baseball, en 1989. Il en est managing general partner jusqu'en 1994.
Il est domicilié à Crawford, où il possède un ranch dans lequel il passe ses vacances.

### Gouverneur du Texas
Bush est élu en 1994 gouverneur du Texas avec 53 % des suffrages contre 47 % à Ann Richards, la populaire démocrate et gouverneur sortante. Il est alors le deuxième gouverneur républicain du Texas depuis 1877. En 1998, il est réélu avec 69 % des voix.
Une de ses premières décisions concerne la construction d'un stade de hockey à Dallas, qui pourrait accueillir l'équipe de hockey sur glace des Stars de Dallas, que possède un des contributeurs de sa campagne, Thomas Hicks. Un an après cette construction, Hicks rachète l'équipe de baseball des Texas Rangers, à trois fois le prix payé par Bush et ses partenaires en 1989. Thomas Hicks a été nommé par Bush à la tête de l'organisme chargé de gérer les fonds de l'université du Texas, de l'ordre de 13 milliards de dollars, et en a placé une partie dans le groupe Carlyle. C'est à la même époque que le groupe Ben Laden a pris une participation dans Carlyle, qu'il sera forcé de vendre en octobre 2001. Mais l'avocat des Bush, James Baker, devenu associé en 1993, y reste encore quelques années.
Sa politique est très remarquée en Europe pour l'utilisation[pas clair] de la peine de mort, 153 exécutions ont en effet lieu durant son mandat de gouverneur.
Il manœuvre habilement avec les élus démocrates, majoritaires au Congrès local, si bien qu'une part d'entre eux se rallieront à lui lors de sa campagne présidentielle de 2000, alors qu'il s'est déjà posé comme candidat adverse.

## Élection présidentielle de 2000

### Campagne présidentielle
L'élection présidentielle de 2000 met face à face George W. Bush et Al Gore, vice-président des États-Unis sortant et candidat du parti démocrate.
Après s'être imposé avec difficulté lors des primaires contre John McCain, le sénateur de l'Arizona, George W. Bush axe sa campagne sur les affaires intérieures du pays, proposant notamment d'abaisser substantiellement le niveau d'engagement extérieur des États-Unis, conformément à la tradition isolationniste du parti républicain. Malgré tout, des analystes considèrent qu'il mène une campagne plutôt centriste, la première pour un républicain depuis Gerald Ford en 1976.
Durant cette campagne, Bush s'entoure d'experts politiques comme Karl Rove (un ami de la famille et stratège confirmé en campagne électorale), Karen Hughes, une conseillère du Texas ou encore Dick Cheney, ancien secrétaire à la Défense, qu'il choisit comme candidat à la vice-présidence.

### Imbroglio de Floride
Au soir des élections, Gore devance Bush de près de 550 000 voix au niveau national mais les deux candidats sont au coude à coude au niveau des États et des grands électeurs lesquels élisent le président. Les résultats sont si serrés dans certains États, comme le Nouveau-Mexique et la Floride, qu’il faut parfois mettre en place un second décompte. Des défauts et ambiguïtés dans certains formulaires de vote provoquent des disputes dans des bureaux de vote, en particulier en Floride où l'écart n'est que d'une centaine de voix, et où plusieurs milliers de bulletins sont déclarés invalides.

Au Nouveau-Mexique, après avoir été déclaré vainqueur avec dix mille voix d'avance, un nouveau recomptage voit l'avance d'Al Gore fondre à trois cents voix. En Floride, certains bureaux de vote sont officiellement fermés pour irrégularités. Le décompte des voix est long car un recomptage méthodique est ordonné en particulier dans trois comtés litigieux, mais à la fin de celui-ci George Bush est encore gagnant avec environ 1 500 voix d'avance.

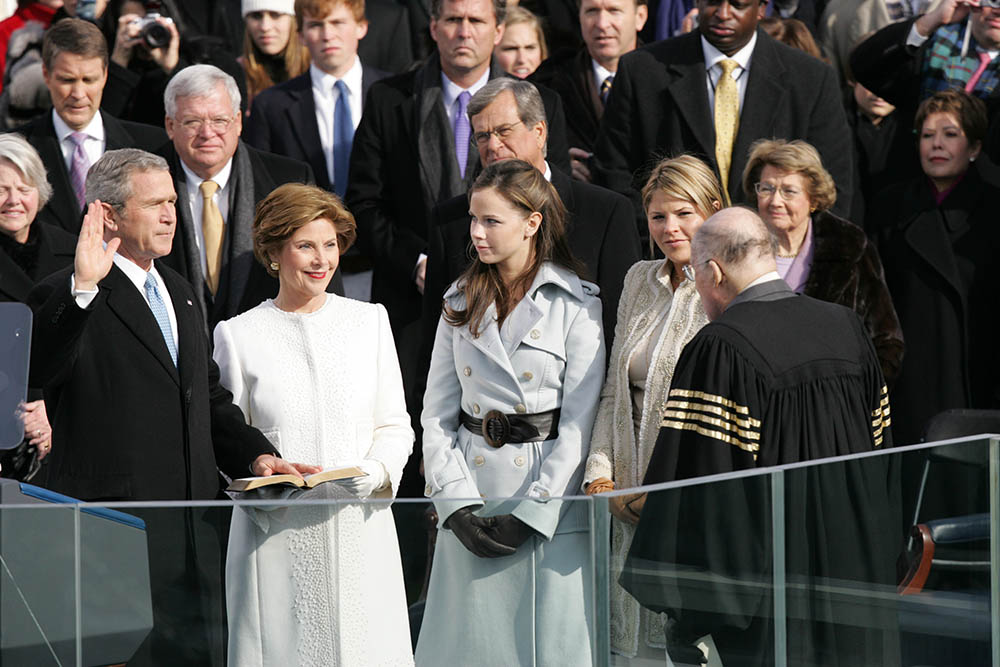
George Bush prête serment devant le Capitole, devenant ainsi président des États-Unis.

Les avocats d'Al Gore obtiennent cependant de la cour suprême de Floride (dont six juges sur sept sont démocrates) un nouveau recomptage manuel dans trois comtés, ceux de Miami-Dade, Palm Beach et Broward. Ce faisant, la cour de Floride dépasse ses compétences judiciaires et réécrit le code électoral ce qui sera immédiatement contesté devant la Cour suprême des États-Unis par les avocats de George W. Bush, d'autant plus que les trois comtés litigieux sont majoritairement dominés par les démocrates et sont les plus aptes à apporter à Al Gore une réserve de voix suffisante pour le faire élire.

### Victoire de Bush
Après un premier avertissement à la Cour suprême de Floride sur le dépassement de ses prérogatives et son empiétement sur le domaine législatif, la Cour suprême des États-Unis (dont sept juges sur neuf ont été nommés par des présidents républicains) finit par annuler par l'arrêt Bush v. Gore l'ultime recomptage manuel des voix en Floride, jugé illégal par cinq voix contre quatre alors que seul le comté de Miami-Dade n'a pas fini de procéder au recomptage manuel et qu'Al Gore est toujours devancé de plus d'une centaine de voix. Et c'est ainsi que George W. Bush est finalement désigné président des États-Unis par la Cour suprême, de justesse, grâce aux voix de Floride qui lui permettent d'obtenir les suffrages de 271 grands électeurs contre 266 à Al Gore. Le résultat officiel final est donc de 50 459 211 voix pour Bush (47,9 %), 51 003 894 pour Gore (48,4 %), Ralph Nader (écologiste) en obtient 2 834 410 (2,7 %) et Patrick Buchanan (Reform Party) 446 743 (0,4 %). Douze autres candidats obtinrent également des voix (en tout 0,6 %).
À aucun moment pendant le recomptage des voix en 2000, Al Gore n'a réussi à devancer George Bush lors des recomptages de Floride. Cependant, en mars 2001, un consortium de plusieurs journaux américains font effectuer à leurs frais un recomptage des bulletins dans les trois comtés clés, mais aussi dans toute la Floride. Selon les différentes hypothèses envisagées, leurs conclusions furent que si la Cour n'avait pas interrompu le recomptage manuel, George Bush n'aurait pas gagné l'élection face à Al Gore.

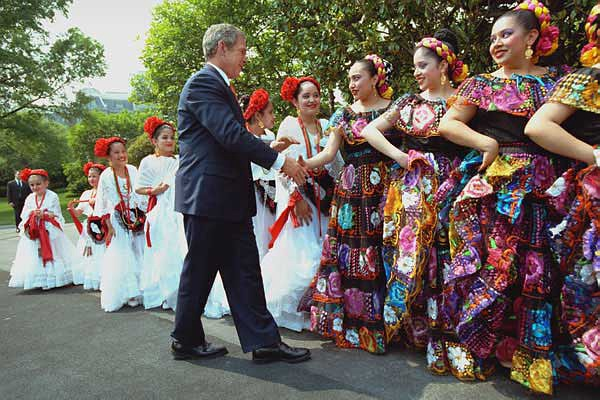
G.W. Bush pendant les festivités de Cinco de Mayo, 4 mai 2001.

Ce n'est pas la première fois dans l'histoire du pays qu'un président est investi avec moins de voix que son adversaire au niveau national. Au XIXe siècle, Rutherford B. Hayes et Benjamin Harrison ont été aussi élus avec moins de voix que leur adversaire.
Le 29 octobre 2002, Bush signa un projet de loi du Congrès, intitulé le Help America Vote Act of 2002, afin de généraliser l'utilisation des machines pour enregistrer les votes.
Il est le deuxième fils de président élu de l'histoire américaine, après John Quincy Adams, fils du président John Adams, l'un des pères fondateurs de la nation.

## Président des États-Unis

### Premier mandat (2001-2005)

#### Cabinet présidentiel
| Fonction                                          | Nom                 | Mandat    |
| ------------------------------------------------- | ------------------- | --------- |
| Président                                         | George W. Bush      | 2001-2009 |
| Vice-président                                    | Dick Cheney         | 2001-2009 |
|                                                   |                     |           |
| Secrétaire d'État                                 | Colin L. Powell     | 2001-2005 |
|                                                   | Condoleezza Rice    | 2005-2009 |
| Secrétaire à la Défense                           | Donald H. Rumsfeld  | 2001-2006 |
|                                                   | Robert Gates        | 2006-2009 |
| Secrétaire au Trésor                              | Paul H. O'Neill     | 2001-2003 |
|                                                   | John W. Snow        | 2003-2006 |
|                                                   | Henry Paulson       | 2006-2009 |
| Procureur général                                 | John D. Ashcroft    | 2001-2005 |
|                                                   | Alberto Gonzales    | 2005-2007 |
|                                                   | Paul D. Clement     | 2007      |
|                                                   | Peter Keisler       | 2007      |
|                                                   | Michael B. Mukasey  | 2007-2009 |
| Secrétaire à l'Intérieur                          | Gale A. Norton      | 2001-2006 |
|                                                   | Dirk Kempthorne     | 2006-2009 |
| Secrétaire à l'Agriculture                        | Ann M. Veneman      | 2001-2005 |
|                                                   | Mike Johanns        | 2005-2007 |
|                                                   | Chuck Conner        | 2007-2008 |
|                                                   | Edward Schafer      | 2008-2009 |
| Secrétaire au Commerce                            | Donald L. Evans     | 2001-2005 |
|                                                   | Carlos M. Gutierrez | 2005-2009 |
| Secrétaire au Travail                             | Elaine L. Chao      | 2001-2009 |
| Secrétaire à la Santé et aux Services sociaux     | Tommy Thompson      | 2001-2005 |
|                                                   | Michael Leavitt     | 2005-2009 |
| Secrétaire au Logement et au Développement urbain | Mel Martínez        | 2001-2003 |
|                                                   | Alphonso R. Jackson | 2004-2009 |
| Secrétaire aux Transports                         | Norman Y. Mineta    | 2001-2006 |
|                                                   | Maria Cino          | 2006      |
|                                                   | Mary Peters         | 2006-2009 |
| Secrétaire à l'Énergie                            | Spencer Abraham     | 2001-2005 |
|                                                   | Samuel W. Bodman    | 2005-2009 |
| Secrétaire à l'Éducation                          | Rod Paige           | 2001-2005 |
|                                                   | Margaret Spellings  | 2005-2009 |
| Secrétaire aux Anciens combattants                | Anthony J. Principi | 2001-2005 |
|                                                   | Jim Nicholson       | 2005-2007 |
|                                                   | Gordon H. Mansfield | 2007      |
|                                                   | James Peake         | 2007-2009 |
| Secrétaire à la Sécurité intérieure               | Tom Ridge           | 2003-2005 |
|                                                   | Michael Chertoff    | 2005-2009 |

#### Politique intérieure
George W. Bush est lié aux franges les plus conservatrices du Parti républicain. Dès le début de son mandat, il bénéficie d'une majorité républicaine au Congrès des États-Unis. Bien que momentanément fragilisé en 2001 au Sénat par la défection du sénateur James Jeffords (Vermont), il renforce cette majorité dans les deux chambres lors des élections au Congrès de novembre 2002 et novembre 2004 avant de finalement la perdre simultanément dans les deux chambres lors des élections de mi-mandat de novembre 2006.

##### Justice

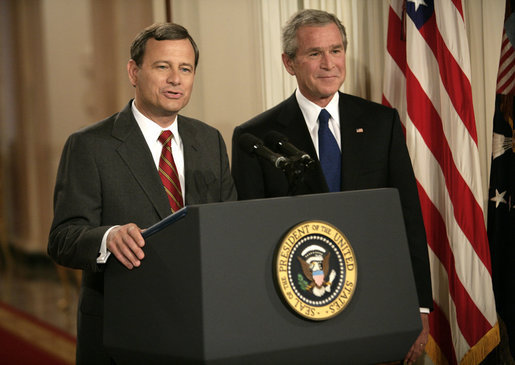
George W. Bush et John Roberts le 19 juillet 2005, jour de sa nomination à la Cour suprême.

George W. Bush est en faveur de la peine de mort comme 66 % de ses compatriotes et 80 % des Texans. Il juge que cette peine est dissuasive. Trois condamnés à mort, dont Timothy McVeigh, sont exécutés pour crime fédéral sous son mandat.
Le 19 juillet 2005, George W. Bush procède à sa première nomination de juge à la Cour suprême des États-Unis afin de remplacer le juge Sandra Day O'Connor. Son choix se porte sur John Roberts, un juge de la Cour d'appel fédérale de Washington et républicain modéré, âgé d'à peine 50 ans.

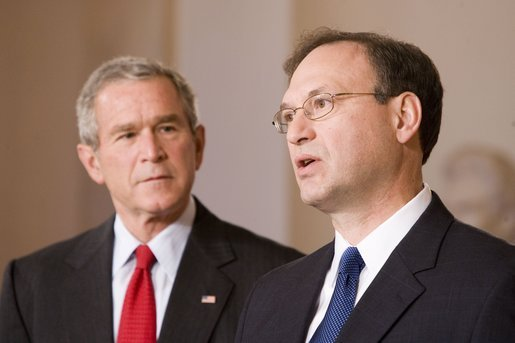
George W. Bush et Samuel Alito le 31 octobre 2005, jour de sa nomination à la Cour suprême.

Le 5 septembre 2005, Bush nomme John Roberts à la présidence de la Cour suprême, à la suite du décès de l'ancien titulaire du poste, William Rehnquist, survenu le 3 septembre 2005.
Le 3 octobre 2005, c'est dans un second temps Harriet Miers, sa cheffe des services juridiques de la Maison Blanche, qu'il désigne pour remplacer Sandra Day O'Connor à la Cour suprême des États-Unis mais le 27 octobre, il doit annoncer le retrait de cette nomination à la suite des très nombreuses critiques de l'aile la plus à droite du parti républicain.

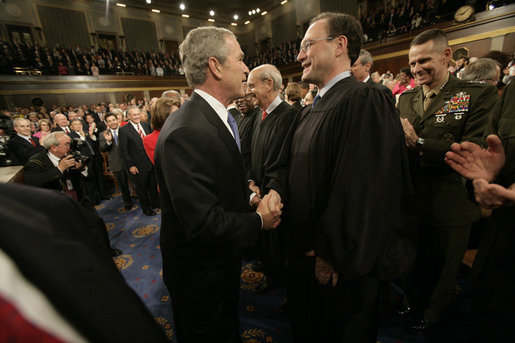
George W. Bush serrant la main de Samuel Alito le 31 janvier 2006, lors du discours sur l’état de l’Union au Capitole des États-Unis.

Le 31 octobre 2005, Samuel Alito est son troisième choix pour succéder à Sandra O'Connor. Il est confirmé par le Sénat le 31 janvier 2006.
À la fin de son mandat, George W. Bush aura également fait un usage très modéré de sa prérogative d'accorder une grâce présidentielle. Il aura ainsi prononcé 190 grâces et 11 commutations alors que son prédécesseur en avait accordé 459 et Harry Truman 2031, le record absolu.

##### Écologie et environnement
L'une de ses premières décisions dans ce domaine est le retrait des États-Unis du protocole de Kyoto. Bill Clinton avait échoué à faire ratifier ce protocole par le Sénat et son retrait définitif par Bush participe à son impopularité en Europe. Le 30 juillet 2005, les États-Unis signent un accord moins contraignant dit du groupe Asie-Pacifique avec la Chine, l'Australie, l'Inde, le Japon et la Corée du Sud sur le climat auquel s'est joint le Canada le 24 septembre 2007 dans ce qui est devenu en 2006 le Partenariat Asie-Pacifique sur le développement propre et le climat (Asia-Pacific Partnership on Clean Development and Climate), basé sur des cibles volontaires et sur des objectifs de réduction à long terme.

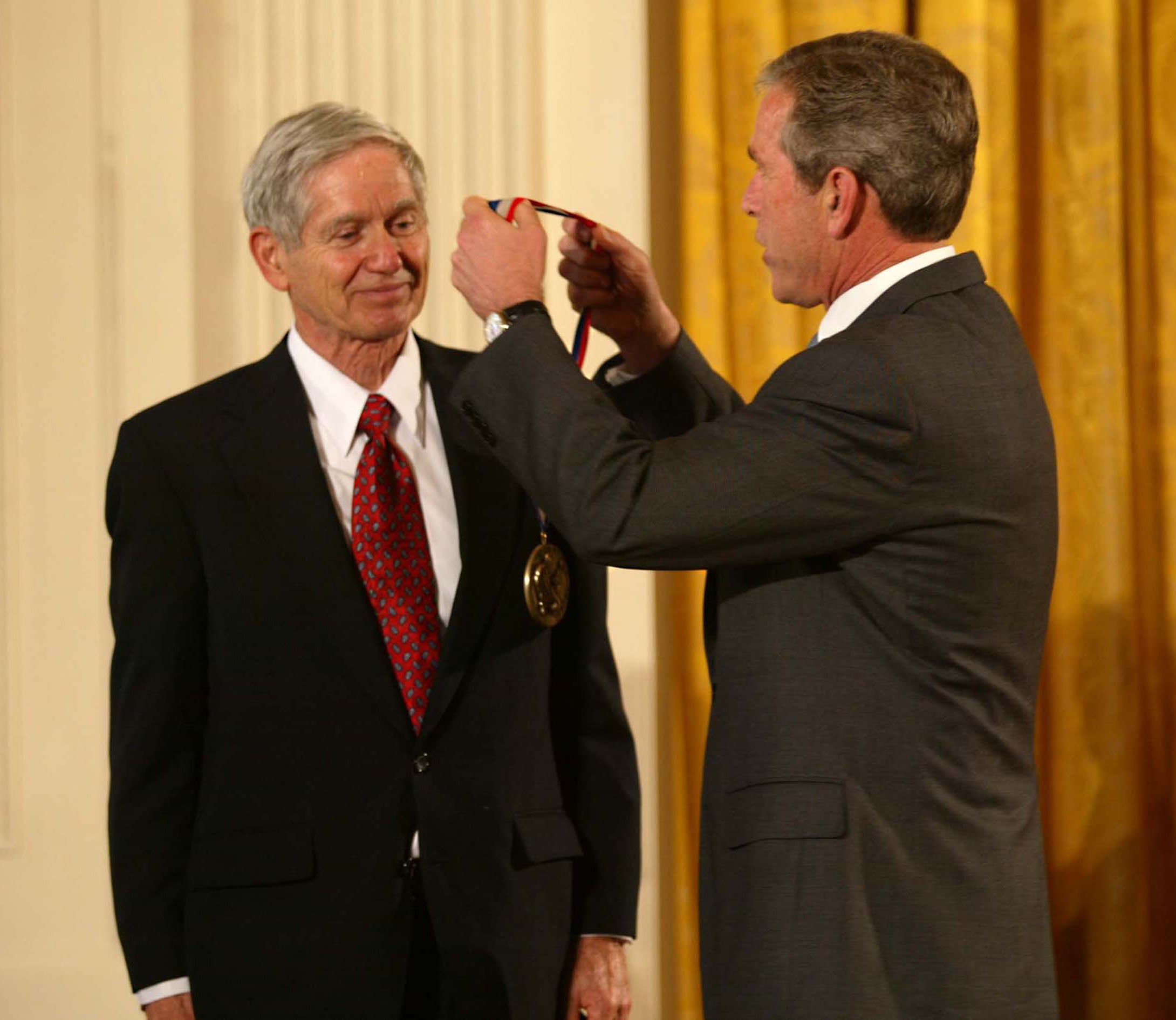
Charles Keeling reçoit la National Medal of Science des mains du président Bush le 12 juin 2002.

En 2001, George W. Bush décerne la National Medal of Science à Charles Keeling pour « ses recherches pionnières et fondamentales […] qui sont à la base de la compréhension du cycle global du carbone et du réchauffement climatique »,.
En 2002 et 2003, George W. Bush fait voter des lois permettant l’exploitation des ressources naturelles souterraines des forêts des parcs naturels. Lors des incendies liés à la sécheresse planétaire de l’été 2003, il met en avant le besoin de déboiser davantage pour des raisons de sécurité. En novembre 2005, la Chambre des représentants renonce à voter le projet d'exploitation pétrolière dans un territoire protégé de l'Alaska et fait retirer du budget des projets d'exploitation pétrolière dans des secteurs protégés par un moratoire.
Il modifie le Clean Air Act, texte sur le contrôle de la pollution de l'air, afin de le rendre moins strict.

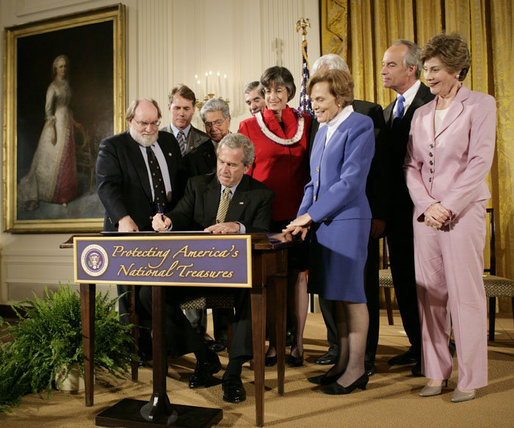
George W. Bush promulguant la création du monument national des îles du nord-ouest d'Hawaï, juin 2006.

En juin 2006, c'est après avoir visionné le film de Jean-Michel Cousteau Voyage to Kure que le président Bush fait classer les îles du nord-ouest de l'archipel d'Hawaï comme monument national américain. Ces îles constituent alors la plus grande zone marine protégée du monde à l'abri de la pêche commerciale. D'une superficie de plus de 350 000 km2, ce nouveau monument national s'étire sur près de 2 300 km, comprend une dizaine d'îles inhabitées ainsi qu'une centaine d'atolls et abrite également de nombreuses espèces en danger. Ce faisant, il a enjoint au Congrès de passer des lois sur le contrôle des pêcheries et le développement de l'aquaculture qualifiant la surpêche de « nuisible à notre pays et nuisible au monde ».
Lors de son discours sur l'état de l'Union de janvier 2007, il annonce un plan de réduction de la consommation d'essence de 20 % au cours des dix prochaines années. En vertu de l'initiative présidentielle, les émissions annuelles de gaz carbonique résultant de la circulation automobile aux États-Unis diminueraient de 10 % d'ici à 2017. Cette réduction s'ajouterait au plan déjà en place de réduction de l'intensité des gaz à effet de serre de l'économie américaine de 18 % d'ici à 2012.
Le 6 janvier 2009, le président Bush désigne trois « monuments nationaux marins » dans l'océan Pacifique d'une superficie totale de plus de 505 000 km2. Il s'agit de protéger les fonds sous-marins de la fosse des Mariannes, de l'atoll Rose et des îles mineures éloignées des États-Unis couvrant le récif Kingman, les atolls Palmyra et Johnston ainsi que des îles Howland, Baker, Jarvis et Wake.

##### Minorités ethniques

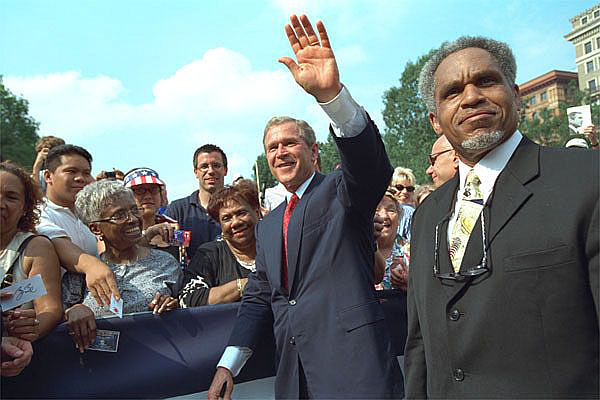
John F. Street et George W. Bush s'offrent un bain de foule à Philadelphie le 4 juillet 2001, jour de la fête nationale.

Le gouvernement Bush, premier comme second mandat, est le plus ouvert aux minorités ethniques que ne l'a jamais été jusque-là un gouvernement américain :
- Colin Powell est le premier Afro-Américain (New-Yorkais d'origine jamaïcaine) à occuper le poste de secrétaire d'État ;
- Condoleezza Rice est la première femme afro-américaine à occuper ce poste en 2005, après avoir été la première femme afro-américaine conseillère à la sécurité nationale ;
- Elaine Chao est la première femme asiatique (née à Taïwan) membre du gouvernement américain ;
- Alberto Gonzales, est en 2005 le premier Hispanique (Texan d'origine mexicaine) au poste aussi élevé que celui de procureur général ;
- Outre ces personnalités, il faut rappeler la présence au gouvernement de Norman Mineta, Californien d'origine japonaise et démocrate déjà en poste dans l'administration Clinton qui fut secrétaire aux Transports, ainsi que Rod Paige, afro-américain et secrétaire à l'Éducation ;
- En 2003, Bush fait personnellement pression sur Trent Lott, le chef de file républicain au Sénat, pour qu'il démissionne à la suite de ses déclarations nostalgiques de la ségrégation raciale, prononcées lors d'un hommage à l'ancien candidat à l'élection présidentielle de 1948, le sénateur centenaire ex-démocrate Strom Thurmond.

##### Immigration
En 2006, il se prononce tout à la fois pour la régularisation des clandestins présents sur le territoire américain (11 millions de personnes selon certaines estimations) et l'envoi de 6 000 gardes nationaux pour contrer l'immigration illégale à la frontière mexicaine. Il s'agit pour lui de rallier à son projet de réforme l'aile droite de son parti (très divisé) en durcissant la répression. Dans son discours télévisé du 15 mai 2006, il précise qu'il ne s'agit pas d'« amnistier » les clandestins mais d'instaurer un programme de travail temporaire pour les étrangers, insistant sur la maîtrise de l'anglais pour pouvoir prétendre à la citoyenneté. Cette tentative de régularisation massive a échoué en juillet 2007 devant le refus de ramener la question de l'immigration à l'ordre du jour au Congrès à la suite des dissensions des deux grands partis qui voulaient amender ce projet selon leurs points de vue divergents.

#### Politique technologique
Le 15 janvier 2004, il lance dans sa Vision for Space Exploration le programme Constellation de développement d'un nouvel engin spatial (l'Orion devant remplacer la navette spatiale américaine et l'objectif d'un retour de l'Homme sur la Lune à la fin des années 2010).
Dans son discours annuel sur l'état de l'Union le 31 janvier 2006, George W. Bush a fixé comme objectif de réduire de 75 % la dépendance du pays au pétrole du Moyen-Orient d'ici 2025. Pour ce faire, il évoque le développement de toute une série d'énergies alternatives — solaire, éolienne (les États-Unis ont accru de 300 % la production d'électricité par ce moyen entre 2001 et 2007), charbon propre, nucléaire, hydrogène ou encore éthanol — allant jusqu'à encourager l'utilisation de voiture hybride. Le discours est reçu avec scepticisme car il vient d'un président lié à l'industrie du pétrole et les éditorialistes parlent de « promesses sans lendemain ». Le financement de celles-ci concernant notamment les nouvelles technologies est aussi mis en doute mais a été réaffirmé dans le cadre de loi de 2007 sur l'indépendance et la sécurité énergétique.
Le 20 février 2006, au nom de la sécurité nationale, il annonce que le pays doit recommencer à construire des centrales nucléaires d'ici la fin de la décennie afin de rompre avec une dépendance énergétique « pathologique » qui les rend « otages de nations étrangères qui peuvent ne pas les aimer ». Cette annonce intervient alors que les États-Unis n'ont plus construit de centrales nucléaires depuis les années 1970, lesquelles fournissent un peu plus de 20 % de l'électricité consommée par les Américains.
À cette occasion, une fois n'est pas coutume, il cite la France en exemple (laquelle produit 78 % de son électricité avec l'énergie nucléaire).

#### Politique religieuse

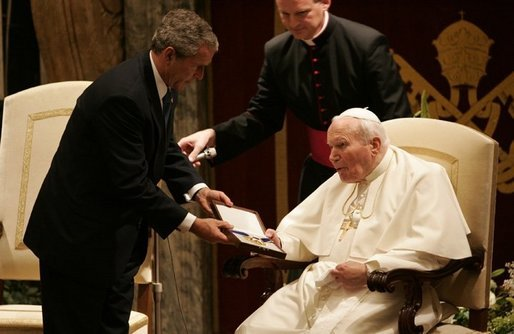
George W. Bush remet au pape Jean-Paul II la médaille présidentielle de la Liberté le 2 novembre 2004.

George W. Bush est un protestant méthodiste qui est parfois appelé « le premier président catholique américain » bien que John Fitzgerald Kennedy ait été le seul catholique titulaire du poste à cette époque. Lors de sa campagne présidentielle de 2000, il s'était présenté comme un « conservateur compassionnel » et citait Jésus-Christ comme son philosophe préféré. Sa politique fut ainsi influencée d'une manière relativement importante par des considérations religieuses conservatrices.
C'est notamment pour des raisons religieuses que George W. Bush s'oppose à l'euthanasie, aux recherches sur les cellules souches à partir d'embryons humains et est formellement contre le mariage homosexuel. Il soutient des positions hostiles à l'avortement mais les plus conservateurs doutent de sa volonté de remettre en cause l'arrêt Roe v. Wade de 1973 qui avait légalisé le recours à l'IVG. C'est sous son mandat en 2003 que le Partial Birth Abortion Act, interdisant la technique de la procédure de dilatation et extraction intacte, est votée par le Congrès puis validée en avril 2007 par la Cour suprême des États-Unis par 5 voix contre 4. C'est la première fois depuis la décision Roe v. Wade de 1973 que la Cour suprême met un frein à l'avortement sur le plan national.
En revanche, il ne s'oppose pas à la peine de mort : selon George W. Bush, celle-ci « sauve des vies » en vertu de son « effet de dissuasion ».
Le 9 avril 2005, à la suite du décès de Jean-Paul II, George W. Bush est le premier président américain en exercice à assister à l'enterrement d'un pape. Il est alors accompagné de ses prédécesseurs Bill Clinton et George H. W. Bush.

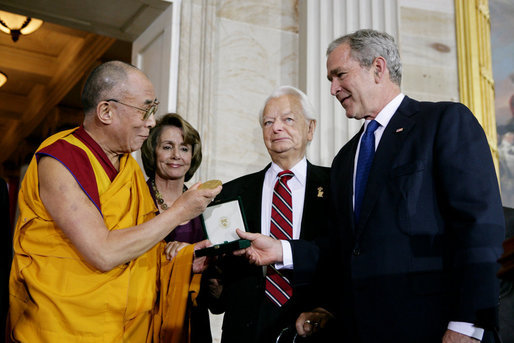
Le dalaï-lama, Nancy Pelosi, Robert Byrd et George W. Bush, le 16 octobre 2007.

Le 16 octobre 2007, en étant le premier président américain à apparaître en public avec le dalaï-lama, en le gratifiant de « symbole universel de paix et de tolérance » et que la médaille d'or du Congrès lui est remise, George Bush provoque l'indignation du gouvernement de Pékin qui voit en la personne du dalaï-lama un séparatiste en exil qui menace l'unité du pays, accusant également les États-Unis d'intervenir dans les affaires internes du pays.
Le 15 avril 2008, geste sans précédent aux États-Unis, George W. Bush et Laura Bush accueillirent le pape Benoît XVI à la descente de la passerelle de son avion, puis le reçurent à la Maison-Blanche aux côtés de 9 000 invités et donnèrent un diner officiel en son honneur. Le président américain justifia le traitement exceptionnel réservé à son hôte par le désir « d'honorer les convictions » de Benoît XVI sur le bien et le mal, la valeur sacrée de la vie humaine et le danger du « relativisme moral ».

#### Gestion d'affaires de mœurs
Dès son élection en 2001, il nomme John Ashcroft, connu pour ses positions pro-life, comme Attorney General (procureur général des États-Unis). Il supprime les aides fédérales à des associations étrangères favorables à l'IVG et à la contraception. Pour faire face à la levée de boucliers consécutive, il confie à sa femme Laura Bush le soin de préciser que l'IVG aux États-Unis ne sera pas remise en question.
Des fonds d'aide humanitaire octroyés à des associations étrangères encourageant l'usage du préservatif ou venant en aide à des prostituées sont supprimés en faveur d'autres prônant l'abstinence dans le cadre de la lutte contre le Sida, y compris la stratégie ABC.
L'association homosexuelle républicaine Log Cabin Republicans se désolidarise de sa candidature lors de l'élection présidentielle de 2004 à cause notamment de son hostilité au mariage homosexuel, d'autant plus que Bush en soutient l'interdiction constitutionnelle. Lors des onze référendums locaux sur le sujet en novembre 2004, les électeurs ont refusé toute possibilité de mariage homosexuel.

#### Politique internationale

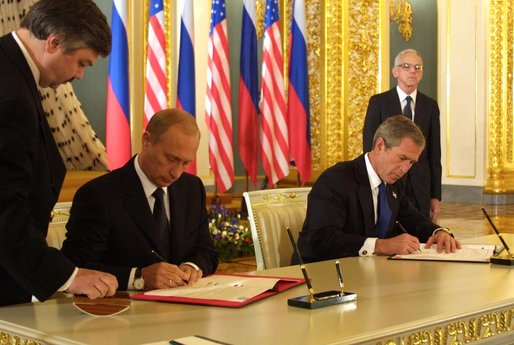
Signature le 24 mai 2002 du traité de réduction des arsenaux nucléaires stratégiques à Moscou entre les présidents George Walker Bush et Vladimir Poutine.

George W. Bush connaît une impopularité certaine en dehors de son pays, en particulier dans certains pays d'Europe et dans les pays arabes depuis la guerre d'Irak. Cette guerre entraîne également un regain de contestation de la politique du président au Moyen-Orient et au Proche-Orient.
Depuis les attentats du 11 septembre 2001, la stratégie en matière de sécurité nationale fait de l'aide au développement l’un des trois piliers de la politique étrangère des États-Unis, aux côtés de la diplomatie et de la défense, cela étant une partie intégrante du soft power.

##### Grandes lignes de la politique de défense

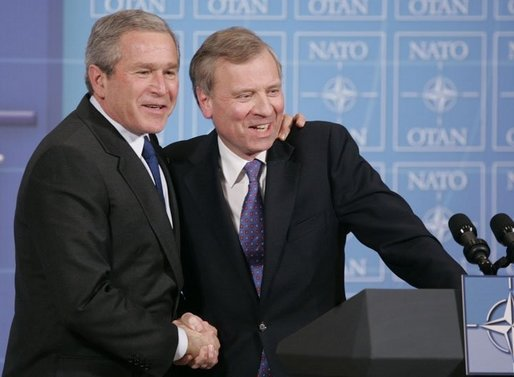
Bush avec le secrétaire général de l'OTAN Jaap de Hoop Scheffer.

Du fait que des conflits peuvent se déclencher sans préavis sur le globe, les Forces armées des États-Unis se doivent d'être plus réactives et effectuer leur « révolution des affaires militaires » selon Bush. À cet effet et avec l'objectif affiché de ne pas perdre leur supériorité technologique sur les concurrents, le budget de la Défense cesse de baisser comme depuis la fin de la guerre froide et passe de 3 % du produit national brut en 2001 à 3,7 % en 2007.
La plupart des grandes garnisons en Europe et en Asie sont peu à peu démantelées dans le cadre du BRAC et sont remplacées par des points d'appui logistique. Parallèlement à l'édification d'une défense antimissile et en vertu du traité Sort de désarmement stratégique signé en 2002 avec la Russie, les États-Unis se sont engagés à réduire entre 2 200 et 1 700 le nombre de leurs armes nucléaires déployées d'ici 2012 contre les 4 000 en service en 2008 (soit un retour au niveau des stocks des années 1950).

##### La «guerre au terrorisme» et «l'expansion de la démocratie»

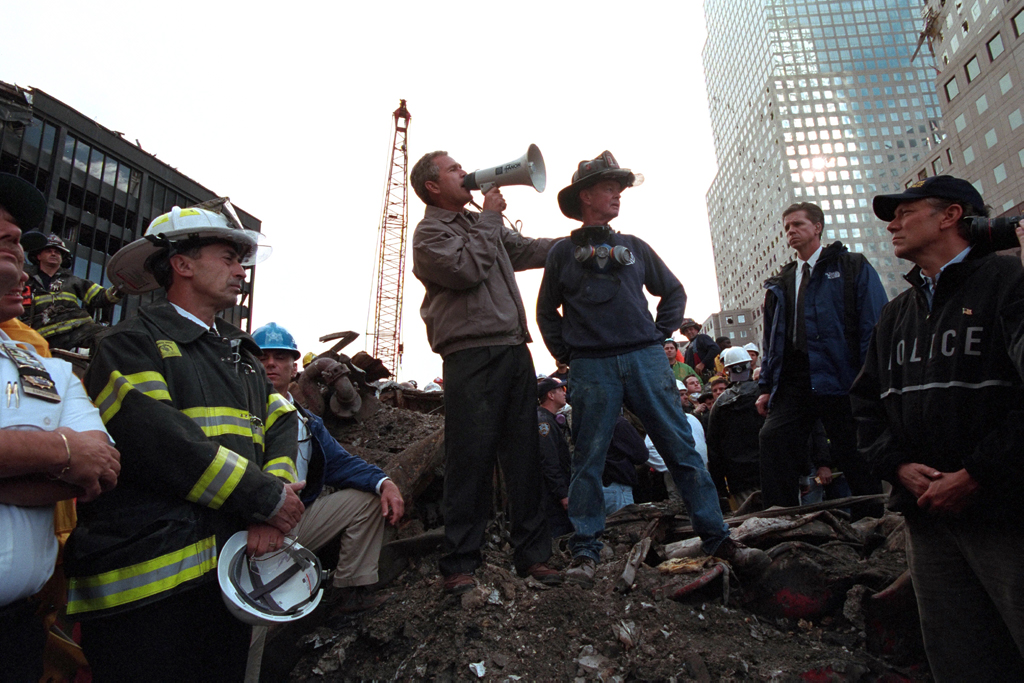
George W. Bush à New York sur les décombres des tours jumelles du World Trade Center en septembre 2001.

À la suite des attentats terroristes du 11 septembre 2001 à New York et Washington, D.C., George W. Bush réunit le pays derrière lui (avec 90 % d'opinions favorables), en particulier après son discours prononcé au Capitole, devant les deux chambres réunies,. Il déclare la « guerre au terrorisme » et utilise un vocabulaire contesté par ses détracteurs (« mort ou vif », « croisade » et « États voyous »), mais bien perçu dans une Amérique traumatisée.
Parallèlement aux préparatifs de la guerre contre les Talibans en Afghanistan, qui ont refusé d'extrader Oussama ben Laden et les membres d'Al-Qaïda, Bush instaure une politique de sécurité incarnée par le USA PATRIOT Act, voté par le Congrès à l'unanimité en novembre 2001, mais jugé dangereux pour les droits de l'homme par la Fédération internationale pour les droits humains.
Le 7 octobre 2001, en réponse aux attaques du 11 septembre et dans le but de traquer Oussama ben Laden et les responsables d'Al-Qaïda selon les autorités américaines, les troupes américaines commencent à pilonner les grandes villes d'Afghanistan. C'est l'opération Liberté immuable, à laquelle participent plusieurs pays de l'OTAN.

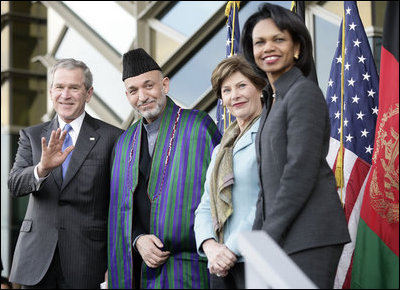
George W. Bush, Hamid Karzai, Laura Bush et Condoleezza Rice, le 1 mars 2006 à Kaboul en Afghanistan.

L’intervention américaine s’accompagne d’une série d'opérations militaires menées en divers points du territoire par les différentes composantes du « Front Uni Islamique et National pour le Salut de l'Afghanistan » plus connue sous le nom d'Alliance du Nord. Elle débouche en décembre sur la chute du régime des Talibans et la mise en place du gouvernement d'Hamid Karzai.
Parallèlement à l'intervention en Afghanistan, il met en place fin 2001 sur la base militaire de Guantánamo à Cuba le camp de détention du même nom où sont incarcérés les combattants islamistes capturés. Incarcérés en dehors de tout cadre juridique, plusieurs rapports et témoignages font mentions d'actes de tortures lors des interrogatoires. Avec le temps, cette prison devient un symbole de la lutte des associations de défense des droits de l'homme contre la politique sécuritaire de l'administration de George W. Bush. La torture elle-même (désignée par l'euphémisme « méthodes fortes d'interrogatoire ») est autorisée par différents mémorandums du ministère de la Justice (John Yoo, etc.), induisant un débat national et international sur la légitimité de la torture dans la lutte anti-terroriste. L'autorisation accordée à sa pratique par l'administration Bush n'empêche pas celui-ci de déclarer, le 26 juin 2003, date de la Journée internationale de soutien aux victimes de la torture de l'ONU, que les États-Unis « se consacrent à l'élimination mondiale de la torture et qu'[ils] sont à la tête de ce combat en montrant l'exemple ». En dépit de cette déclaration, les procédures d'extraordinary rendition et l'autorisation de la torture ont étendu l'usage de celle-ci dans d'autres États, qui se voyaient légitimés par l'« exemple » américain[réf. nécessaire].
Thème central de la pensée des néo-conservateurs, l'« expansion de la démocratie » devient le credo et l'objectif officiel de la politique américaine à partir du discours de George W. Bush devant le Congrès en janvier 2002, durant lequel il pointe du doigt les pays dits de l'Axe du Mal visant nommément l'Irak, l'Iran et la Corée du Nord, à l'encontre de laquelle les néo-conservateurs renforcent la politique américaine de sanctions.
En février 2005, George W. Bush nomme John Negroponte à la tête de la toute nouvelle Direction du renseignement américain (DNI), nouvelle fonction créée dans le cadre de la réforme des services de renseignement américains à la suite des recommandations de la Commission du 11 septembre, dont les conclusions avaient été publiées durant l'été 2004.
En octobre 2005, il donne son aval à la création d'un nouveau service de renseignement, le National Clandestine Service (NCS) patronné par la CIA, pour s'occuper des opérations d'espionnage à l'étranger. Ce service des opérations clandestines coordonnera les opérations d'espionnage de la CIA, du FBI et du département de la défense, mais sans avoir le pouvoir d'ordonner ou de les diriger.
C'est dans un tel contexte qu'en février 2006, l'entreprise émiratie « Dubai Ports World » annonce la reprise de l'opérateur portuaire britannique P&O, qui gère des terminaux portuaires dans six grands ports américains de la côte Est. Ce transfert de gestion déclencha une crise politique entre la Maison blanche favorable et les parlementaires américains, soutenus par l'opinion publique, qui y voient une menace pour la sécurité du pays.
Hillary Clinton proposa alors l'adoption d'une loi interdisant à toute société contrôlée par un État étranger de racheter des activités portuaires aux États-Unis. D'autres élus démocrates travaillèrent sur un amendement interdisant toute prise de contrôle d'opérations portuaires par « une société possédée ou contrôlée par un gouvernement qui avait reconnu le gouvernement des talibans » en Afghanistan tandis que les élus républicains de la Chambre des représentants promettaient de voter une loi bloquant le projet de rachat, défiant le président au nom de la sécurité nationale, alors que celui-ci était prêt à mettre son veto si le Congrès légiférait pour torpiller la transaction.
Au bout du compte, l'entreprise émiratie annoncera le transfert de la gestion des six grands ports à une « entité américaine », au nom de l'amitié entre les États-Unis et les Émirats arabes unis.
Le 17 octobre 2006, George W. Bush signa et promulgua une loi sur les commissions militaires controversée autorisant la torture dans les interrogatoires contre les suspects de terrorisme (notamment le programme d'interrogatoires de la CIA), leur détention dans des prisons secrètes à l'étranger et leur jugement par des tribunaux militaires,. Cette loi fut vivement critiquée par Amnesty International ou l'Union américaine pour les libertés civiles (ACLU). Toujours dans le domaine de la légalisation de la torture, il met son veto à une loi interdisant la torture par l'eau.
En novembre 2010, George W Bush a d'ailleurs reconnu qu'il avait personnellement autorisé l'utilisation de cette « technique coercitive ». Contre l'avis de la plupart des juristes, il refuse pourtant de reconnaître qu'il s'agit d'une torture. C'est en application de cet ordre nominatif que les agents de la CIA ont utilisé le « waterboarding » à 183 reprises sur Khalid Cheikh Mohammed.

##### Guerre d'Irak

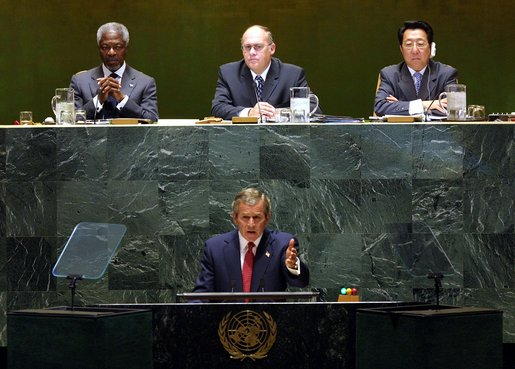
Discours de George W. Bush sur l'Irak le 12 septembre 2002 aux Nations unies.

En 2002, influencé par les théories des néo-conservateurs, George W. Bush évoque la nécessité d’un changement de régime en Irak, indiquant que les États-Unis ont des raisons de croire que le président irakien Saddam Hussein possède des liens avec des groupes terroristes et continue de développer un programme d’armes de destruction massive (ADM).
Le 8 novembre 2002, la résolution 1441 du Conseil de sécurité des Nations unies exige du régime irakien une « coopération active, totale et immédiate » avec les équipes d'inspections dépêchées sur place.
Estimant que les conditions de coopération ne sont pas remplies, George W. Bush donne le signal le 20 mars 2003 d’une invasion militaire de l’Irak en vue de renverser le régime en place. La victoire militaire est acquise rapidement dès le 10 avril et début mai, le président Bush proclame unilatéralement la cessation des hostilités.

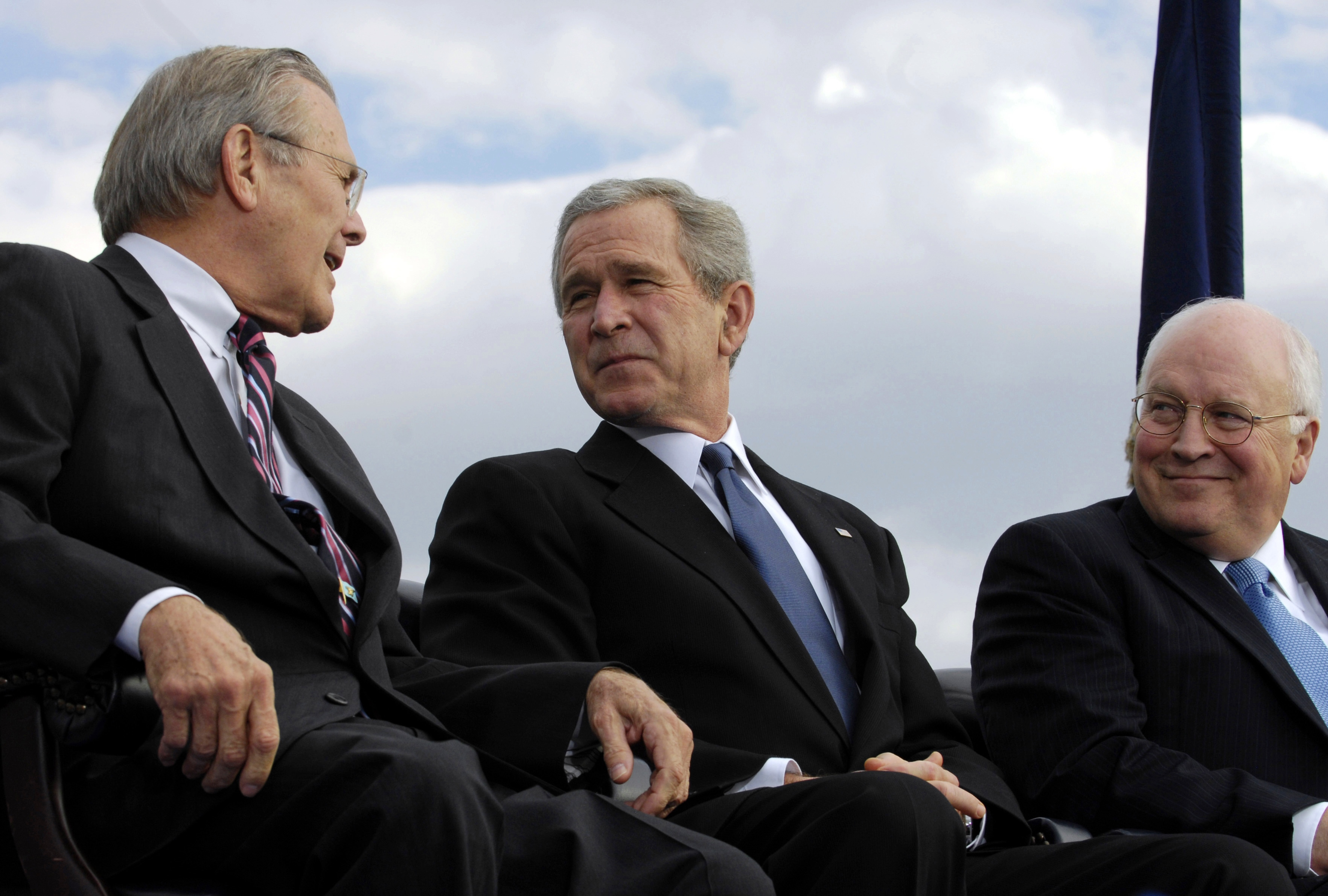
Le président George W. Bush entouré par deux des principaux artisans de la guerre en Irak, le secrétaire à la défense, Donald Rumsfeld et le vice-président Dick Cheney.

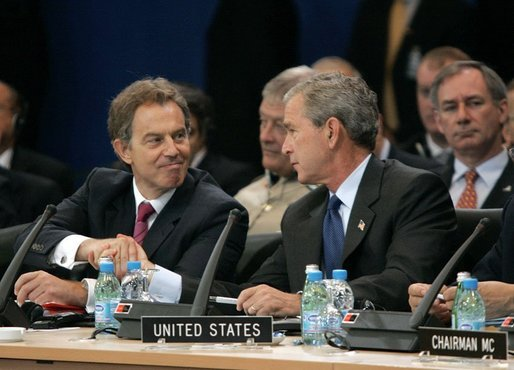
George W. Bush et Tony Blair se félicitant mutuellement lors du transfert de souveraineté de l'Irak lors du sommet de l'OTAN à Istanbul le 28 juin 2004.

George W. Bush fait passer le décret 13303 donnant l’immunité totale aux compagnies pétrolières en Irak, tout procès à leur encontre étant immédiatement considéré comme nul et non avenu aux États-Unis.
À partir de juin 2003, des attentats terroristes sont commis contre les forces militaires américaines puis contre les civils irakiens sans distinction ainsi que des prises d'otages.
Depuis le début de l'invasion en mars 2003, on estime que plusieurs dizaines de milliers d'Irakiens ont été tués par l'armée américaine ou par des attentats terroristes, ainsi que plus de 2 000 soldats américains. Les armes de destruction massive (un « prétexte bureaucratique » selon Paul Wolfowitz) qui avaient effectivement servi sous le régime de Saddam Hussein contre les Kurdes ou les Chiites, n'ont pas été trouvées et auraient finalement bien été détruites dans les années qui avaient suivi la guerre du Golfe de 1991. Quant aux liens du régime avec les organisations terroristes, ils avaient cessé depuis longtemps (Sabri al Banna, Carlos) ou restaient faibles se limitant au financement des familles des kamikazes palestiniens et à la présence sur le sol irakien de membres d'organisations terroristes (Moudjahidines iraniens).
Cependant, selon le général Georges Sada, deuxième adjoint des forces aériennes irakiennes sous la dictature de Saddam Hussein, troisième personnalité militaire du régime, des armes de destruction massive étaient bien encore détenues par l'Irak au début de l'année 2003. En 2006, il explique en effet dans son livre Saddam's secrets, avoir recueilli les témoignages de pilotes de 747 qui ont utilisé leurs avions pour transporter des ADM en Syrie, en février 2003.
Pour les partisans de l'intervention américaine, la mise au jour de charniers contenant des centaines de milliers de victimes du régime de Saddam Hussein,, a justifié le renversement par la force du dictateur irakien.
D'autre part, l'intervention américaine a permis au pays de connaître le 31 janvier 2005 ses premières élections démocratiques depuis cinquante ans puis en octobre 2005,, l'adoption d'une Constitution démocratique approuvée par référendum.
Les sondages d'opinions longtemps très favorables à George W. Bush concernant sa gestion de la guerre d'Irak ont commencé à basculer en juin 2005 et sont devenus négatifs à partir du mois de septembre 2005. Si une majorité d'Américains considèrent dorénavant que l'engagement en Irak était une erreur, ils souhaitent un retrait de leurs troupes (mais pas cependant encore dans n'importe quelle condition). La guerre d'Irak fut à l'origine d'un mouvement non officiel d'opposants réclamant la destitution de ses fonctions par le biais de la procédure de l'impeachment, autrefois utilisée sans aller à son terme contre Richard Nixon ou sans rencontrer de succès contre Andrew Johnson et Bill Clinton. Une tentative en ce sens, menée par le représentant démocrate de l'Ohio, Dennis Kucinich, en juin 2008, avait été déposée à la chambre des représentants dans l'indifférence générale des membres du Congrès et renvoyée en commission.
Cette guerre est à l’origine de graves tensions diplomatiques au sein de l’ONU, de l’OTAN et avec certains pays comme la France et l’Allemagne. Les motivations américaines dans cette affaire sont encore discutées.

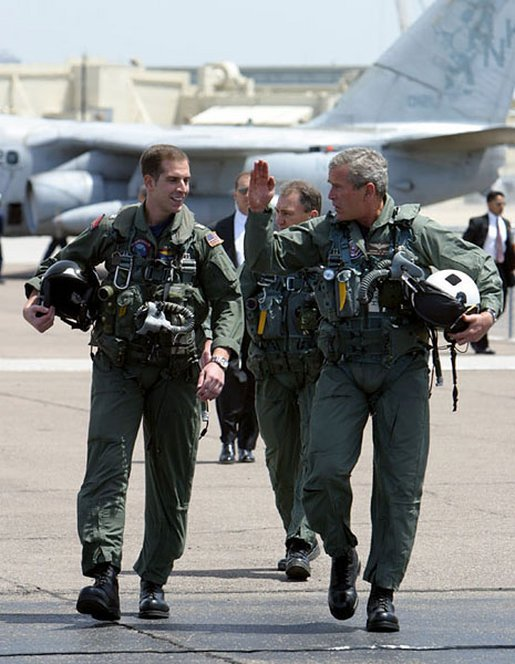
George W. Bush et le lieutenant Ryan Phillips le 1er mai 2003, le jour où le président américain pensa pouvoir annoncer la fin des combats en Irak.

Le 24 septembre 2005, plusieurs dizaines de milliers de manifestants se rassemblent à Washington, D.C. pour protester contre l'engagement américain en Irak.
Le 6 octobre 2005, devant le National Endowment for Democracy (NED), Bush s'en prend aux opposants à la guerre aux États-Unis, qui préfèrent, selon lui, la facilité. « Il y a toujours la tentation au milieu d'une longue lutte de chercher une vie tranquille, d'échapper à ses devoirs et aux problèmes du monde et d'espérer que l'ennemi se lasse du fanatisme et des meurtres. Nous allons conserver notre sang-froid et remporter cette victoire. » Évoquant au moins dix attentats déjoués dans le monde depuis le 11 septembre 2001, il dénonce par ailleurs l'« islamo-fascisme » des terroristes d'Al-Qaida soutenus par des « éléments dans les médias arabes qui incitent à la haine et à l'antisémitisme » et « abrités par des régimes autoritaires, alliés de circonstances, comme la Syrie et l'Iran, qui partagent l'objectif de faire du mal à l'Amérique et aux régimes musulmans modérés et utilise la propagande terroriste pour reprocher leurs propres échecs à l'Occident, l'Amérique et aux Juifs ».
Le 14 décembre 2005, au cours d'un entretien avec un journaliste de Fox News, George W. Bush reconnaît avoir commis des « erreurs tactiques » en Irak notamment des décisions inadaptées dans l'entraînement des forces irakiennes, d'avoir fait le choix initial de grands projets de reconstruction au lieu de chantiers aux « effets immédiats sur la vie des gens ». Il a aussi regretté de ne pas avoir enclenché plus tôt le transfert de souveraineté aux Irakiens après la guerre mais a cependant réaffirmé que la décision d'attaquer Saddam Hussein était juste.
Le 25 mai 2006, George W. Bush et Tony Blair reconnaissent leurs erreurs en Irak. Le président américain déclare notamment que ses propos avaient « envoyé de mauvais signaux », que « les choses ne se sont pas déroulées comme nous l'avions espéré » et que « la plus grosse erreur, du moins en ce qui concerne l'implication de notre pays, c'est Abou Ghraib ».
Le 10 janvier 2007, lors d'une allocution télévisée, le président annonce que 21 500 militaires supplémentaires vont être envoyés en Irak pour permettre un retour à la paix plus rapide. Cette décision se heurte à un Congrès et une opinion publique hostile et majoritairement sceptique face à cette démarche.
En décembre 2007, des experts militaires estiment que la situation militaire et sécuritaire est désormais maîtrisée depuis l'arrivée de renforts mais restent extrêmement circonspects sur l'évolution politique de l'Irak.
En fin d'année 2007, devant la baisse des pertes militaires, l'opinion publique devient plus optimiste.
Le 8 mars 2010, soit plus d'un an après la fin de sa présidence, le magazine Newsweek, consacrant sa couverture à George W. Bush, titrait « Enfin, la victoire : l'émergence d'un Irak démocratique » (Victory at last: The emergence of a democratic Iraq) à propos des élections législatives tenues en Irak au début du mois de mars 2010, y voyant le signe de l'émergence de la démocratie. Le magazine faisait ainsi écho à l'annonce jugée prématurée par George W. Bush faite le 1er mai 2003, de la fin des « combats majeurs » dans le pays. Ainsi, selon le magazine américain, « le pays possède désormais des partis et institutions politiques diverses, une presse libre et une armée « respectée » partout dans le pays [concluant que] l'Irak, pour le meilleur ou pour le pire, démocratique ou pas, sera une puissance avec laquelle il faudra compter. Telle est la sombre victoire de l'Amérique »,.

##### Lutte contre les armes de destruction massive
La menace que des armes de destruction massive aux mains d'États ou d'organisations hostiles aux États-Unis puissent être utilisées fait que l'administration américaine tente de désarmer et/ou de contrôler les stocks de ces produits à travers le monde. Toutefois les actes de l'administration américaine sous la présidence Bush contrastent en partie avec cet objectif déclaré, notamment en compliquant les négociations avec la Russie sur une poursuite du désarmement nucléaire.
Une initiative lancée par les États-Unis et l'Allemagne au mois d'avril 2002 au sein du G8 porte sur un Partenariat mondial de lutte contre la prolifération des armes de destruction massive et des matières connexes où le gouvernement américain s'est engagé à verser la moitié des 20 milliards de dollars mobilisés sur 10 ans pour cette action. Cela s'est traduit entre autres par l'initiative de sécurité en matière de prolifération.
Le 15 juin 2006, les présidents américain Bush et russe Vladimir Poutine annoncent le lancement de l'Initiative mondiale de lutte contre le terrorisme nucléaire (GICNT) qui s'appuie sur le droit international, vise à renforcer les capacités nationales et internationales pour lutter contre la menace d'actes de terrorisme nucléaire et empêcher l'accès des terroristes aux matières nucléaires et radioactives regroupant en 2010 plus de 80 nations,.
Les tensions diplomatiques avec l'Iran et la Corée du Nord sont dues principalement au développement des armes de destruction massive en Iran et des armes nucléaires en Corée du Nord.
Des succès ont lieu dans ce domaine, avec notamment le démantèlement des programmes d'ADM libyen par la diplomatie et la neutralisation de divers stocks d'armes et de produits chimiques et radioactifs datant de la période de la guerre froide dans les territoires de l'ancienne Union soviétique et de l'Europe de l'Est.
Ainsi, en juillet 2007, un stock clandestin de 16 tonnes d'armes chimiques découvert en Albanie a été détruit.

##### Conflit israélo-palestinien

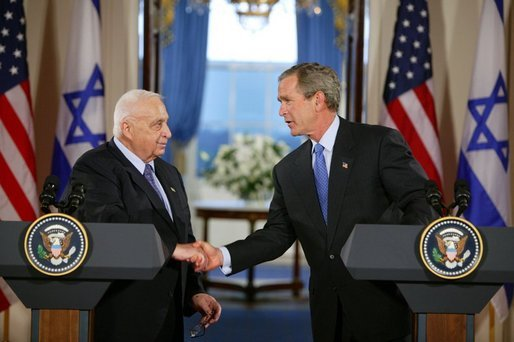
Ariel Sharon et le président Bush en 2004.

George W. Bush est critiqué pour une action politique considérée[réf. nécessaire] comme révélatrice d'un soutien exclusif à Israël. Il a cependant été le premier président américain à évoquer officiellement la création d'un État palestinien.
La « feuille de route », pour le règlement du conflit israélo-palestinien, rédigée par les États-Unis, la Russie, l'Union européenne et l'ONU, prévoyait la création d'un État palestinien en 2005. En janvier 2005, les négociations reprennent alors dans un nouveau contexte entre Palestiniens et Israéliens, appuyés par les Américains.
Le 26 mai 2005, George W Bush reçoit Mahmoud Abbas à la Maison-Blanche et rappelle que le respect de la feuille de route pour la paix de part et d'autre est fondamental pour l'aboutissement du processus de paix.
Au cours du conflit israélo-libanais de 2006, son administration a été critiquée pour s'être opposée à un cessez-le-feu pendant la 1re partie du conflit.

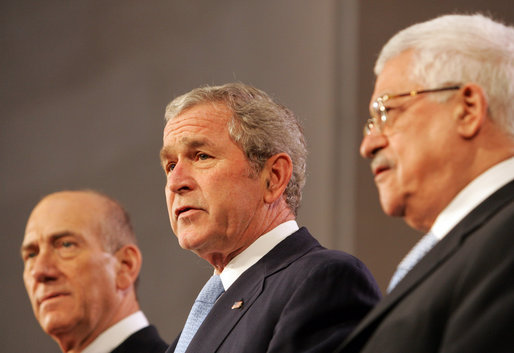
Ehud Olmert, George W. Bush et Mahmoud Abbas à la conférence d'Annapolis en novembre 2007.

À un an de la fin de son mandat, George W. Bush, accusé d'avoir négligé la question du conflit israélo-palestinien au profit de l'Irak, s'implique de nouveau sur le sujet. Du 26 au 28 novembre 2007, il organise dans le Maryland la conférence d'Annapolis réunissant une cinquantaine de pays et d'organisations dans le but d'avancer sur la voie d'un règlement du conflit israélo-palestinien et de parvenir à un accord de paix avant la fin 2008. Il obtient du premier ministre israélien Ehud Olmert et du président de l'Autorité palestinienne Mahmoud Abbas un engagement écrit pour de nouvelles discussions sur des questions clés du conflit comme le statut de Jérusalem, le sort de plus de quatre millions de réfugiés palestiniens, le sort des colonies juives, le partage des ressources en eau et la délimitation des frontières. Il est également mis en place un comité de pilotage alors que deux conférences internationales de suivi devraient ensuite se dérouler à Paris puis à Moscou. C'est durant cette conférence que la Syrie en appelle à reprendre les négociations de paix avec Israël, suspendues depuis 2000.
C'est en janvier 2008 qu'il entame sa première visite dans plusieurs pays du Moyen-Orient (Israël, Cisjordanie, Égypte, Koweït, Bahreïn, Émirats arabes unis et Arabie saoudite) en tant que président des États-Unis, afin d'aboutir avant la fin de son mandat à un accord conduisant à la création d'un État palestinien coexistant en paix avec Israël, d'obtenir le soutien des dirigeants arabes aux négociations israélo-palestiniennes et de discuter de l'Iran.

##### Relations avec l'Europe

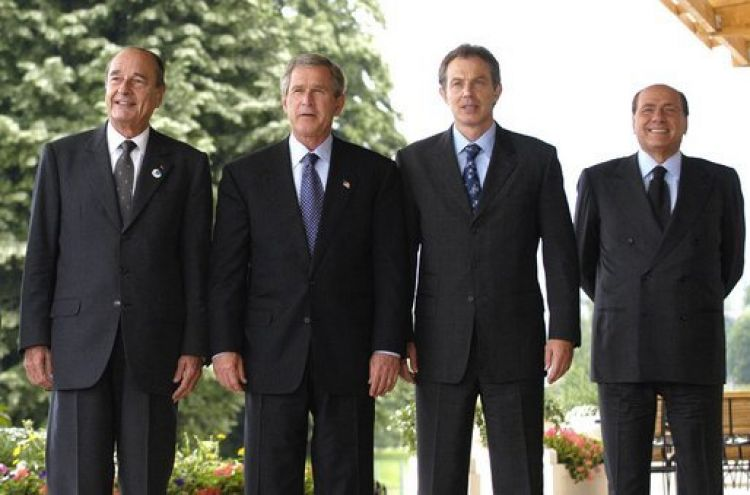
Jacques Chirac, George W. Bush, Tony Blair et Silvio Berlusconi lors du sommet du G8 en 2003.

Les relations entre les États-Unis et une partie des pays européens se sont détériorées à partir du discours sur l'« axe du mal » et ont atteint un grave niveau de dissension (aux niveaux nationaux, mais pas globalement, aux niveaux gouvernementaux) au moment de la guerre d'Irak. C'est à cette époque que Donald Rumsfeld, le secrétaire à la Défense, fait une distinction entre la « vieille Europe », représentée par l'Allemagne, la France et la Belgique, et la nouvelle Europe américanophile représentée par les anciens pays de l'Est et quelques pays de l'Ouest comme la Grande-Bretagne, l'Italie, le Danemark ou l'Espagne (lettre des dix de soutien à la stratégie américaine en Irak en janvier 2003).
Après la chute de Saddam Hussein, la stratégie américaine, définie par Condoleezza Rice, est de « punir la France, ignorer l'Allemagne et pardonner à la Russie ».

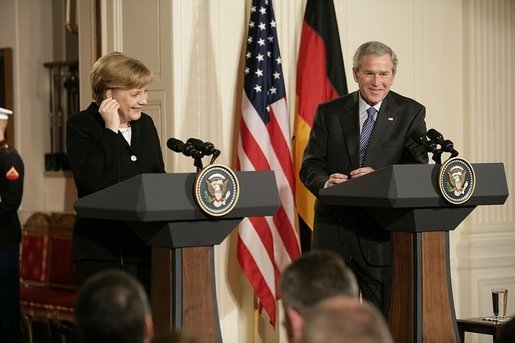
La nouvelle chancelière allemande Angela Merkel et George W. Bush en janvier 2006 à la Maison-Blanche.

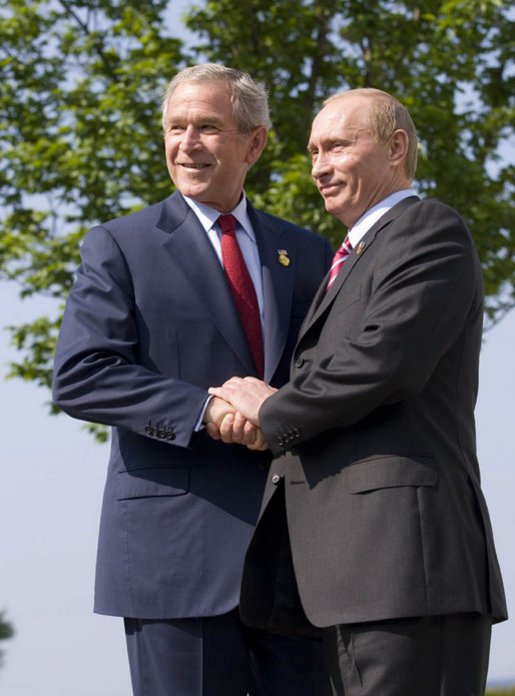
George Bush et le président russe Vladimir Poutine le 7 juin 2007 lors du sommet du G8 à Heiligendamm en Allemagne.

En 2004, les États-Unis ajoutent l'Espagne à leur liste des pays hostiles à la prépondérance américaine, après la victoire du socialiste José Luis Rodríguez Zapatero, lequel souhaite publiquement et imprudemment la victoire de John Kerry aux présidentielles de novembre 2004, énonçant à voix haute le souhait de pays européens comme la France ou l'Allemagne.
En février 2005, Bush effectue le premier voyage à l'étranger de son second mandat en Europe pour reconquérir l'opinion publique et se raccommoder avec les dirigeants européens. Il est le premier chef d'État américain à se rendre au siège de la Commission européenne à Bruxelles où il constate de nombreux points de désaccords persistants avec quelques pays européens, et plus particulièrement la France et l'Allemagne :
- George W. Bush s'oppose ainsi à la levée de l'embargo sur les ventes d'armes à la Chine, notamment afin de protéger Taïwan, alors que les Français font pression auprès des européens pour lever cette interdiction ;
- George W. Bush souhaite que l'Europe inscrive également le mouvement chiite pro-iranien Hezbollah comme organisation terroriste, ce à quoi la France s'oppose ;
- George W. Bush souhaitait appliquer un nouvel embargo économique contre la Syrie pour que celle-ci se retire du Liban et cesse d'être une base arrière pour les groupes terroristes actifs notamment en Irak ou contre Israël, mais là encore il se heurte à un refus de la France, doutant de l'efficacité de cette mesure. Cependant à la suite de l'attentat qui coûta la vie à Rafiq Hariri, la pression commune des deux pays et le soutien à la « rue libanaise » via notamment les ONG américaines finit par aboutir à l'évacuation contrainte des forces Syriennes de ce pays en 2005.
- George W. Bush, tout d'abord favorable à un durcissement de la communauté internationale envers l'Iran pour la contraindre à renoncer à son programme nucléaire, finit par se rapprocher de la position des Européens qui sont partisans d'un dialogue constructif avec le régime des Mollahs ;
- Les Européens souhaitent la participation des États-Unis à la mise en œuvre du protocole de Kyoto ce que l'administration américaine refuse catégoriquement ;
- Enfin, les Européens laissent seul George W. Bush s'inquiéter de l'évolution de la Russie et demander des gages de démocratie à Vladimir Poutine[réf. nécessaire].

La visite présidentielle, si elle a rétabli le contact, a ainsi permis à l'opinion publique d'apprécier l'étendue des divergences entre Européens et Américains. Toutefois, les Européens de l'Est sont nettement moins hostiles au président américain, notamment en Pologne, dans les pays baltes, en Géorgie ou en Slovaquie.
Le 7 mai 2005, George W. Bush se rend en Lettonie où il est chaleureusement accueilli. Dans son discours, en pleine controverse historique entre les États baltes et la Russie sur l'occupation soviétique de 1945, Bush n'hésite pas à apporter son soutien aux États baltes en rappelant que ces derniers n'ont été libérés qu'en 1991, après la fin de l'occupation soviétique, au risque de crisper ses relations avec la Russie. Après avoir admis que « l'esclavage et la ségrégation raciale avaient été une honte » pour les États-Unis, il a regretté la division de l'Europe, conséquence, selon lui, des accords de Yalta et que « les Américains aient sacrifié la liberté des plus faibles à une illusion de stabilité internationale ».

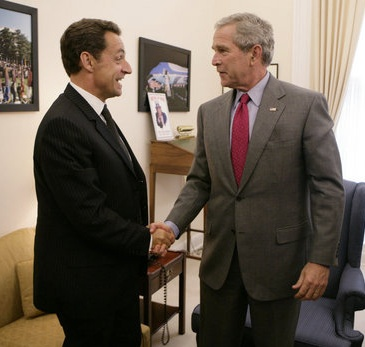
Nicolas Sarkozy et George W. Bush en septembre 2006.

La suite de son voyage le conduit notamment dans l'ancienne république d'URSS en Géorgie. Premier président américain à fouler le sol géorgien, il y est là encore chaleureusement reçu par une foule enthousiaste de 150 000 personnes en dépit d'un attentat à la grenade manqué[réf. souhaitée].
Le 23 juin 2005, les représentants officiels de l'Union européenne et le président des États-Unis font, en l'absence de Jacques Chirac, une déclaration commune sur l'avenir de la paix et de la démocratie au Moyen-Orient.
En août 2008, lors du conflit entre la Géorgie et la Russie à propos de la souveraineté de la province séparatiste d'Ossétie du Sud, il décide que les États-Unis ne prendraient pas la direction d'une mobilisation occidentale pour aider la Géorgie afin d'éviter que le conflit ne dégénère en confrontation entre les États-Unis et la Russie. En retrait, il apporte son soutien à une mobilisation internationale menée par l'Europe et en l'occurrence par la France, alors présidente en exercice de l'Union Européenne pour mettre fin au conflit.

##### Relations avec l’Asie

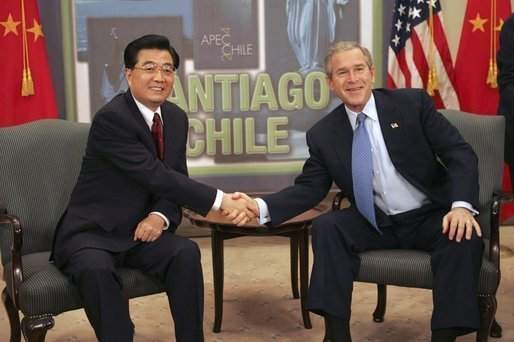
Réunion de l'APEC en 2004 avec le président de la RPC Hu Jintao.

Lors de sa tournée en Asie à l'automne 2005 à l'occasion de l'APEC, Bush se rendit successivement au Japon, en Corée du Sud, en Chine et en Mongolie.
Les tensions restent fortes entre les États-Unis et la Corée du Nord. Lors du discours au Congrès américain (janvier 2002), George W. Bush déclare à cet effet : « La Corée du Nord est un régime qui s'arme de missiles et d'armes de destruction massive tout en affamant ses citoyens. Les États de ce genre et leurs alliés terroristes constituent un axe du Mal qui menace la paix dans le monde ». Toutefois, selon Donald P. Gregg (ambassadeur des États-Unis en Corée du Sud de 1989 à 1993) indique que « George W. Bush et son administration ont grandement participé à anéantir de nombreuses années d'efforts de diplomatie dans le rapprochement Nord/Sud. Ce discours était inutile et contre-productif ».
En Chine, ses entretiens avec le président Hu Jintao et le Premier ministre Wen Jiabao, n'aboutirent à aucune décision politique d'envergure. Tous les sujets de discorde ou d'intérêt commun entre les deux pays furent évoqués, y compris la liberté religieuse, les droits de l'homme et la démocratie. Le résultat concret de ces discussions est une commande chinoise de 70 Boeing 737 et un contrat de 4 milliards de dollars. Au moment où les États-Unis connaissent un déficit bilatéral avec la Chine de près de 200 milliards de dollars, ce geste a priori commercial de Pékin est qualifié de politique.
Bush termine par une visite en Mongolie, la première d'un président américain dans le pays, afin de remercier un allié dans la guerre en Irak (132 soldats soit le troisième contingent étranger relatif au nombre d'habitants).
En août 2008, George W. Bush est l'un des 90 chefs d'État et de gouvernements à assister à la cérémonie d'ouverture des Jeux olympiques de Pékin et également à plusieurs compétitions auxquelles participaient des athlètes américains. Il profite de son voyage pour soulever de nouveau la question des droits de l'homme auprès de son homologue, Hu Jintao, mais aussi celle de la liberté religieuse déclarant, après avoir assisté à un service dans un temple protestant, qu'aucun pays ne devait la craindre.

##### Relations avec l'Afrique

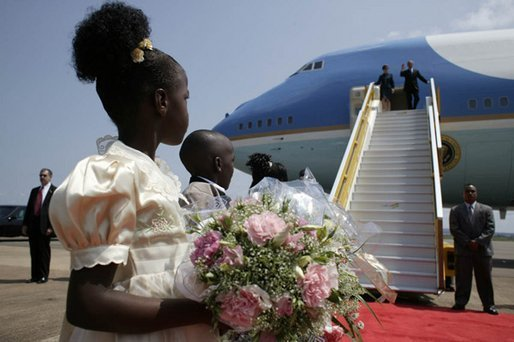
Arrivée du couple Bush à Entebbe en Ouganda le 11 juillet 2003.

Depuis l'arrivée de George W. Bush, l'intérêt grandissant pour l'Afrique est palpable à tous les niveaux. Sur le plan humanitaire, l'aide a triplé entre 2001 et 2007 ; sur le plan diplomatique, en 2006, Cindy Courville est le tout premier ambassadeur d’un pays non africain à être accrédité auprès de l’Union africaine. Sur le plan militaire, la constitution du commandement des États-Unis pour l'Afrique opérationnel en 2008 montre l'importance croissante de l'Afrique dans la géopolitique des États-Unis.

##### ONU

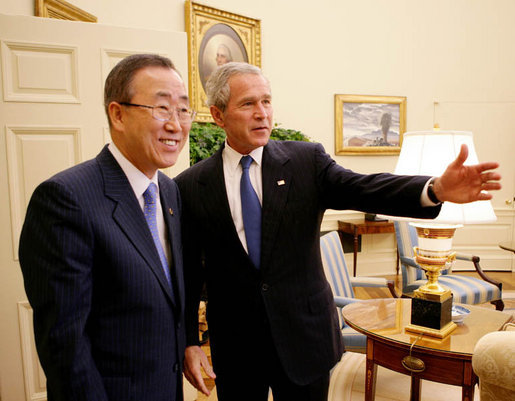
Le secrétaire général de l'ONU, Ban Ki-moon, et George W. Bush le 17 juillet 2007.

Dès 2001, l'administration de George W. Bush se montre peu encline au multilatéralisme et au fonctionnement de l'ONU par l'affaire Pétrole contre nourriture ou la guerre d'Irak notamment.
En août 2005, il nomme John R. Bolton comme nouvel ambassadeur américain à l'ONU alors qu'il en est un inlassable détracteur,.
Cependant, après les ravages de l'ouragan Katrina dans le Sud des États-Unis et l'aide humanitaire apporté par de nombreux pays (dont les plus pauvres), Bush modifie sa conduite lors de son discours à l'ONU lors du 60e anniversaire de cette organisation. Le 14 septembre 2005, il tient au sein de l'assemblée générale un discours atypique par rapport à sa politique traditionnelle, portant sur les sujets de l'aide au développement et de la pauvreté. Il annonce ainsi son soutien à la mise en place d'un partenariat international sur la grippe aviaire qui obligerait les nations à rendre des comptes à l'Organisation mondiale de la santé (OMS). Affirmant sa volonté de respecter les objectifs du millénaire, il plaide pour la suppression des subventions et des barrières douanières sur les produits agricoles. Enfin, il félicite la mise en place du Fonds des Nations unies pour la démocratie (FNUD), dont il est le principal auteur, composé uniquement de pays démocratiques et auquel la France a promis de s'associer.

##### Aide internationale

Logotype de la Société du compte du millénaire.

En matière d'aide humanitaire, le président Bush a plus que doublé l'aide américaine au développement, qui est passée d'environ 10 milliards de dollars en l'an 2000 aux environs de 23 milliards de dollars en 2006.
Il annonce en 2002 la création du Millennium Challenge Account et son corollaire la Société du compte du millénaire (Millennium Challenge Corporation ou MCC) qui seront opérationnel en 2004. La MCC a conclu avec 16 pays des accords d'aide économique et de réduction de la pauvreté portant sur plus de 5,5 milliards de dollars en janvier 2008.
Il présente en 2003 le President's Emergency Plan for AIDS Relief pour lutter contre le SIDA à l'étranger (principalement en Afrique sub-saharienne) dont le budget initial de 15 milliards de dollars sur cinq ans fut monté à 18,3 milliards. En 2007, il propose de monter le budget pour les cinq prochaines années à 30 milliards.
Le gouvernement américain intervient au niveau d'un tiers du financement étatique du Fonds mondial de lutte contre le sida, la tuberculose et le paludisme par le biais de ce programme.
Le volet prévention de celui-ci est principalement basé sur l'abstinence et en dernier ressort sur la prévention par la pratique du sexe sans risque via le préservatif. Cette politique est jugée par plusieurs associations de lutte contre le VIH comme contre-productive et mettant à l'écart des populations à haut risque comme les prostituées.
Lors du tremblement de terre du 26 décembre 2004 en Asie du Sud-Est, un groupe aéronaval et 16 500 militaires américains sont déployés dans la plus grande opération militaire d'aide humanitaire qui ait eu lieu jusqu'à présent.
L'administration Bush a augmenté l'aide humanitaire et au développement à l'Afrique : elle est passée de 1,4 milliard de dollars en 2001 à plus de 4 milliards en 2006. Divers programmes sur différents niveaux sont en cours dont l’Initiative du Président pour la lutte contre la malaria (President’s Malaria Initiative) lancée le 30 juin 2005 et dotée d’un fonds de 1,2 milliard de dollars pour une durée de cinq ans. La PMI a pour objectif de réduire de 50 % le taux de mortalité due au paludisme dans 15 pays africains en collaboration avec les autres programmes internationaux et l'Initiative en faveur de l'éducation en Afrique lancée en 2002 et qui doit assurer des bourses d'études à 550 000 filles et former plus de 920 000 enseignants d'ici à 2010.

### Élection présidentielle de 2004

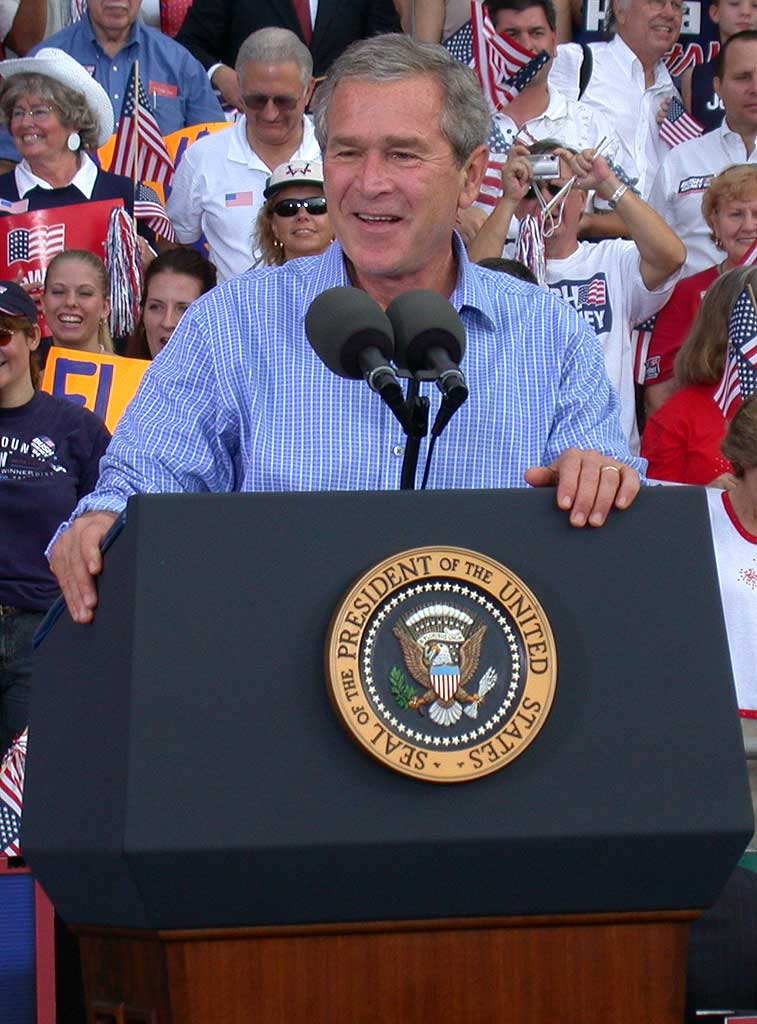
Bush en campagne, le 19 octobre 2004 en Floride.

Lors de l'élection présidentielle de 2004, George W. Bush est opposé au sénateur démocrate John Kerry. Tout d'abord à la traîne dans les sondages, il profite du manque de dynamisme de son adversaire pour prendre une avance importante, avec une argumentation fondée sur le manque de constance politique du sénateur. Ce dernier surprend cependant le public lors du premier débat télévisé, attaquant frontalement le président sur la « colossale erreur » de la guerre en Irak : la campagne est relancée. Lors des deux débats suivants, les candidats s'affrontent sans que l'un des deux prenne réellement l'avantage.

Le scrutin se présente une fois de plus comme étant très serré et c'est George W. Bush qui est réélu lors du vote du 2 novembre 2004 avec un score historique de plus de 62 millions d'électeurs contre 59 millions à John Kerry lequel admet sa défaite dès le lendemain du scrutin. Le camp républicain remporte également une victoire historique dans les élections pour le renouvellement du Sénat et de la Chambre des représentants.

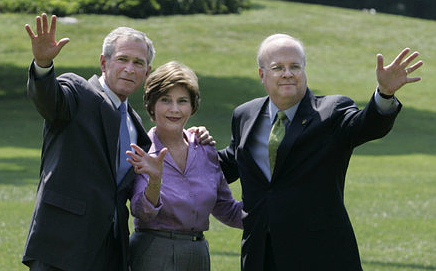
George W. Bush, Laura Bush et Karl Rove.

Le clivage entre les « États rouges » républicains et les « États bleus » démocrates est aussi tranché qu'en 2000 entre Bush et Gore.
Les villes intellectuelles du Nord-Est et du Nord comme Boston, New York et Chicago, les villes de la côte ouest comme San Francisco, Los Angeles et Seattle, qui représentent les États ayant les plus fortes concentrations de population, s'ancrent dans le camp démocrate. En réalité, les 32 villes de plus de 500 000 habitants que comptent les États-Unis ont presque toutes voté démocrate alors que la majorité d’entre elles se trouvent cependant dans des États républicains (Atlanta, Miami, Las Vegas, La Nouvelle-Orléans).

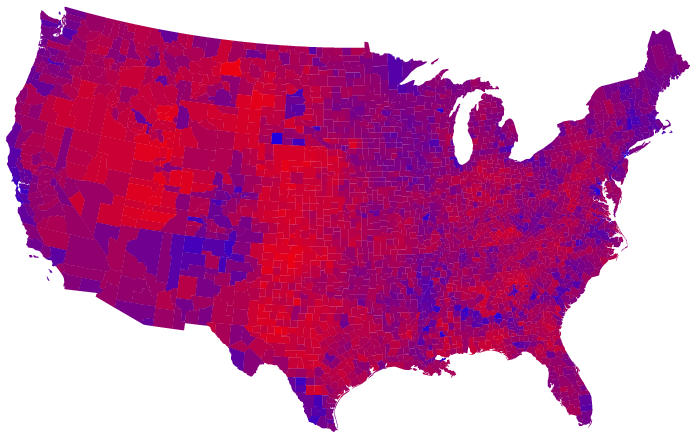
Résultat des présidentielles 2004 par comté.

C'est en termes de comtés que l'avantage bascule nettement et largement vers les républicains. Les trois quarts des comtés américains ont voté pour Bush et seuls ceux des États de la Nouvelle-Angleterre et d'Hawaï ont voté majoritairement pour John Kerry. Ainsi, 54 des 67 comtés de Pennsylvanie ont voté pour George W. Bush mais l'État a été remporté de justesse par Kerry grâce à ses scores dans les deux grandes villes de Pittsburgh et Philadelphie. Les démocrates auraient aussi pu perdre les États de l’Illinois, du Michigan, de Washington et du Wisconsin s’ils n'avaient pas bénéficié de leur énorme majorité à Chicago, Détroit, Seattle ou Milwaukee. À l'inverse, les électeurs de San Diego en Californie choisissent George W. Bush dans un État « pro-Kerry ».

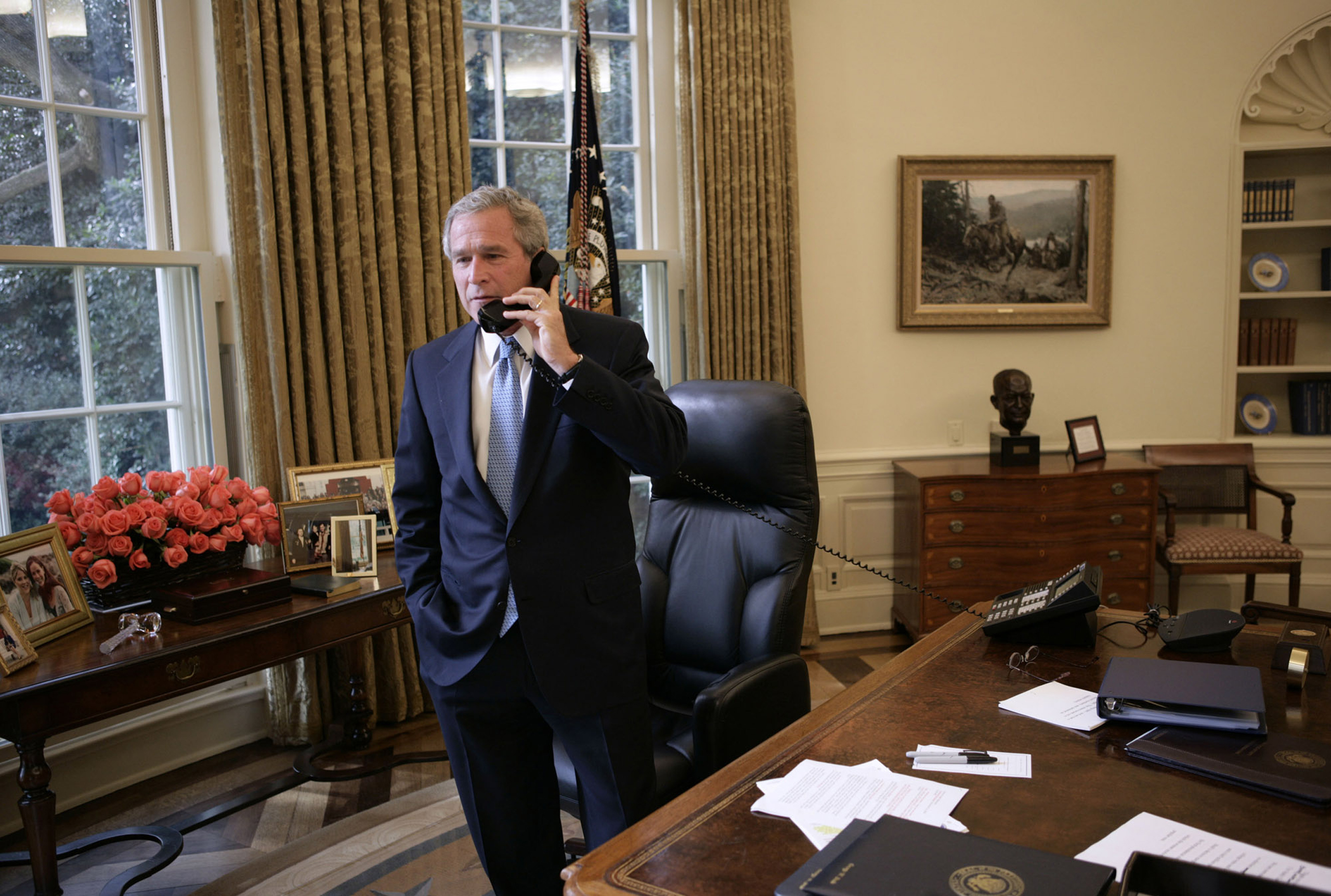
Le président Bush au téléphone avec John Kerry lui concédant sa victoire, le 3 novembre 2004.

Cette opposition géopolitique s'explique notamment par le profil sociologique des habitants de la plupart des grandes villes qui correspond ainsi à celui de l'électeur démocrate traditionnel (prépondérance des célibataires, des femmes, et des minorités ethniques) alors que la sociologie des banlieues (le borough de Staten Island à New York ou le comté d'Orange près de Los Angeles par exemple) et des villes rurales (Charleston en Caroline du Sud) correspond à celui de l'électeur républicain (hommes blancs, couples mariés avec enfants).
Le résultat définitif de l'élection est le suivant : George W. Bush obtient 62 041 268 voix (50,7 %) contre 59 028 548 à John Kerry (48,3 %), 463 635 à Ralph Nader (0,4 %) et 397 157 à Michal Badnarik (libertarien, 0,3 %). Les autres candidats recueillent ensemble 365 170 suffrages (0,3 %). Les grands électeurs se répartissent ainsi : 286 pour George W. Bush, 251 pour John Kerry et 1 pour John Edwards, le colistier de John Kerry.
En raison de la plus forte participation électorale, George W. Bush et John Kerry ont l'un et l'autre établi des records en ce qui concerne le nombre de voix recueillies. George Bush est passé de 50,4 à 62 millions (gain de 11,6 millions), John Kerry par rapport à Al Gore a gagné 8 millions de voix (de 51 à 59 millions). Ralph Nader s'est effondré, passant de 2,9 à 0,46 million.

### Second mandat (2005-2009)

#### Politique économique

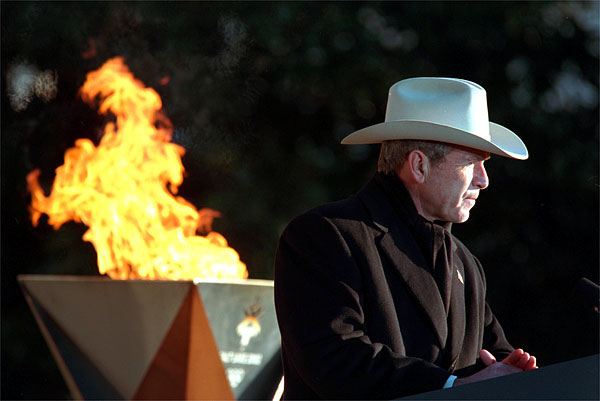
George W. Bush lors des Jeux olympiques d'hiver de 2002 à Salt Lake City dans l'Utah.

Les deux mandats présidentiels de George W. Bush ont été d'abord marqués par une forte réduction des impôts de 1 350 milliards de dollars sur cinq ans, avec la suppression notamment de la double imposition des dividendes et de la réduction des impôts sur les successions et sur les intérêts, bénéficiant d'abord aux classes les plus aisées mais aussi aux classes moyennes et populaires avec des tranches d'imposition pour ces derniers à leurs niveaux les plus bas en 30 ans, à la fin de son second mandat. Ils ont été aussi marqué par une progression de la dette publique, du déficit commercial ainsi que de l'endettement des entreprises et des ménages, par une triple injection massive d'argent dans l'économie mais aussi par une aggravation globale du taux de chômage à la suite de la crise des subprimes et à la crise financière débutée en septembre 2008.

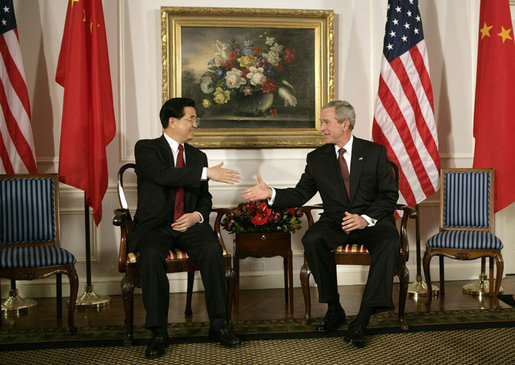
George Bush avec Hu Jintao (New York, 12 septembre 2005).

- George W. Bush obtient un vote majoritaire du Sénat, alors dominé par le Parti républicain, pour réduire les impôts de 1 350 milliards de dollars sur cinq ans[85]. Le taux d'imposition sur le revenu le plus faible passe de 15 à 10 %, le taux le plus élevé de 39,6 % à 35 %[85], avec de nombreuses exonérations fiscales permettant de diviser par deux le taux d'imposition des plus hauts revenus.
- Réaction rapide après la bulle Internet. Le premier mandat commence quelques mois après l’éclatement de la bulle Internet : les républicains estiment que George W. Bush a eu à souffrir d'une purge après le surinvestissement technologique des années Clinton, les démocrates pensant au contraire qu'il a eu la chance d'hériter d'une économie mieux équipée (télécoms, informatique) et donc plus productive. L'éclatement de cette bulle suscite une baisse immédiate et profonde des taux d'intérêt permettant de prévenir tout risque de récession économique, tandis qu'au même moment, une large réduction d’impôts annoncée par le nouveau président, pour stimuler la consommation, vise à « rendre au contribuable américain » le surplus budgétaire.
- Baisse du dollar et repli de l'investissement : La valeur de l'euro en dollars a progressé de 82 % en huit ans car la Réserve fédérale américaine a abaissé ses taux directeurs à des niveaux historiquement bas (1 %), une dévaluation de fait, qui n'a que très partiellement dopé les exportations américaines, le déficit commercial se creusant à des niveaux records, avec toutes les régions du monde.
- L'investissement des entreprises est resté faible car beaucoup ont souffert de sous-capitalisation, en raison du rachat massif de leurs propres actions ou de politiques de dividende critiquées pour être trop centrées sur la séduction des actionnaires à court terme.
- La politique commerciale de George Bush tente, sans succès, d'imposer des taxes douanières élevées sur certains produits subissant une concurrence étrangère importante dans des secteurs primaires déclinants (sidérurgie, agriculture). Sous ses deux mandats, le déficit commercial se creuse quasiment chaque année[86] et la part de marché des trois grands constructeurs automobiles de Détroit, tous les trois en grande difficulté financière, tombe à son plus bas niveau historique. À partir de la fin 2003, l'accélération de la croissance profite essentiellement aux importations et le déficit commercial devient trois fois plus élevé que sur la période 1997-2000, la pire de l'administration Clinton. Le déficit commercial se stabilise à partir de 2006, à un niveau toujours considérable, l'affaiblissement marqué du dollar rendant les importations de produits étrangers plus onéreuses.
- La politique budgétaire : George Bush augmente les budgets de sécurité intérieure et extérieure ainsi que certaines dépenses sociales, pour la santé et les retraites[87],[88] mais baisse les dépenses de plusieurs programmes non militaires[89].
- La dette des administrations publiques a progressé de moitié sous les deux mandats de George Bush, alors qu'elle avait fondu d'un tiers au cours des six années précédentes durant les deux mandats de Bill Clinton. Au cours des huit dernières années, les États-Unis ont perdu l'essentiel de leur avance sur l'Europe continentale, mauvaise élève sur ce plan. En 2006 cette dette représente 61,5 % du PIB américain et en 2007 l'écart s'est encore resserré[90]. Le budget fédéral, en excédent de 236 milliards de dollars en 2000, s’est dégradé très rapidement, se transformant en déficit, avec la pire année en 2004 (déficit de 413 milliards de dollars). Ce déficit s'est ensuite un peu réduit au début du second mandat de George Bush, sous l’effet d’une forte augmentation des recettes de l'impôt sur les plus-values boursières et immobilières. La baisse du dollar, qui a dopé les bénéfices des entreprises, a permis aussi de limiter l'impact pour le budget de la baisse du taux d'imposition. Le déficit budgétaire représente encore 248 milliards de dollars en 2006, au sommet du cycle économique, soit encore presque 2 % du PIB[91],[92].
- Le taux de chômage a augmenté de moitié en huit ans, passant de 3,9 % (en décembre 2000) à 6,1 % (en septembre 2008)[93], en raison d'une contraction dans le secteur industriel. L'année 2004, celle de l'élection présidentielle, a été la meilleure année depuis 1999 pour l'emploi américain avec la création de plus de 2,2 millions d'emplois nouveaux, soit une progression de 4,4 %. Le mois de décembre 2004 fut le seizième mois consécutif de création d'emplois, avec un taux de chômage à 5,4 % tombé à 5,1 % au mois de mai 2005 et à 4,4 % en octobre 2006 selon les chiffres de l'OCDE[94],[95]. Ainsi, entre août 2003 et décembre 2006, plus de 7,2 millions d'emplois ont été créés pour un total de 52 mois consécutif de création d'emplois[96]. Mais durant l'été 2008, le taux de chômage dépasse à nouveau 6 % et les demandeurs d'emplois sont 9,5 millions, soit le plus haut niveau depuis septembre 1992[97]. Lors de la dernière année de son mandat, le pays confronté à une récession économique supérieure à celle des années 1974-1976, 1981-1983 et 1990-1993 connait 3 078 000 chômeurs de plus ce qui est alors un record mais vite dépassé l'année suivante durant la première année de présidence de son successeur[98].
- La confiance des ménages a souffert du sous-emploi, l'indice de la chambre patronale Conference Board passant de plus de 140 points en décembre 2000[99] à 38 points en octobre 2008, soit son plus bas niveau historique.
- La faible croissance au cours du début du premier mandat, pénalisée par l'absence de créations d'emplois, a fait place à un redressement dès la fin de l'année 2003 grâce à une stimulation monétaire exceptionnelle, les taux directeurs de la Réserve fédérale des États-Unis ayant été abaissés au printemps 2003 à 1 %, soit le niveau le plus bas de leur histoire. Ce taux de croissance est relativement élevé entre la fin 2003 et la fin 2006, mais, en termes réels[100], il reste inférieur au taux de croissance des mandats Clinton[101]. La hausse des cours du pétrole, qui passent en quatre ans de 40 à 160 dollars le baril, a en effet réveillé l'inflation.

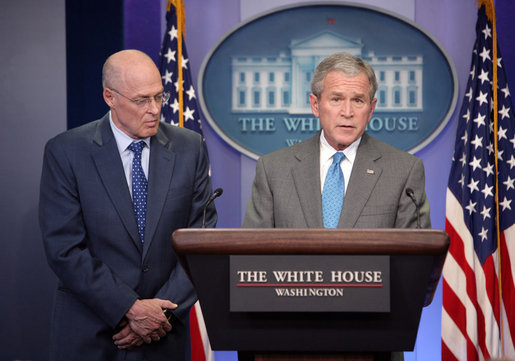
Henry Paulson, le secrétaire aux finances, et le président George W. Bush.

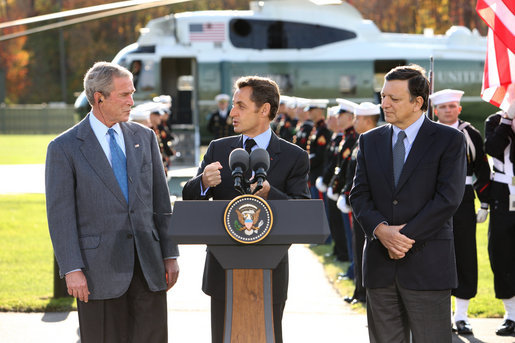
George W. Bush, le président français Nicolas Sarkozy et José Manuel Durão Barroso, président de la Commission européenne annonçant, à Camp David, une réunion extraordinaire du G20 pour parler de la crise financière de 2008.

- En octobre 2005, George W. Bush choisit Ben Bernanke, président du Conseil économique de la Maison-Blanche, pour succéder à Alan Greenspan à la tête de la Réserve fédérale des États-Unis à partir du 1er février 2006.
- Malgré ces difficultés économiques, un nombre important d'américains sont devenus propriétaires de leur logement au cours des deux mandats de George Bush, grâce à des aides fiscales et des taux d'intérêt historiquement bas, qui ont généré une forte progression de la dette des ménages, doublée au cours de ses huit années de présidence[102]. Cet endettement reposait cependant sur une bulle immobilière, qui a abouti à la crise des subprimes, et ensuite à une chute de 16 % des prix de l'immobilier entre avril 2007 et septembre 2008.
- L'endettement des ménages et la crise des subprimes : au début de l'année 2008, à la suite des difficultés de plusieurs banques et à la menace concrète d’une récession, George W. Bush obtient des représentants démocrates et républicains du Congrès un accord sur un plan de relance par la consommation de l’économie américaine, pour un montant de 150 milliards de dollars, concernant 117 millions de foyers, et axé notamment autour des baisses d’impôts et des déductions fiscales pour les entreprises[103]. Environ neuf mois plus tard, le Congrès refuse de voter le plan Paulson prévoyant que l'État rachète aux banques, sans fixer de prix, des créances immobilières (subprime), qui les mettent en difficulté. Le Congrès, qui a une majorité démocrate depuis décembre 2006, accepte finalement de voter le plan Paulson, lorsqu'une garantie des dépôts bancaires y est ajoutée. Quinze jours plus tard, à la mi-octobre, ce plan est amendé, avec une mesure supplémentaire : l'injection de 125 milliards de dollars de fonds publics dans le capital de neuf grandes banques, par création de nouvelles actions, en échange de la présence d'administrateurs publics dans ces banques.

##### Impact des ouragans Katrina et Rita

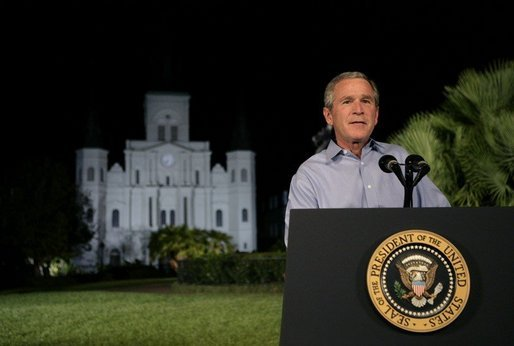
Le président Bush à Jackson Square (l'ancienne place d'Armes), La Nouvelle-Orléans, septembre 2005 après l'ouragan Katrina.

En septembre 2005, l'ouragan Katrina ravage le Sud de la Louisiane, du Mississippi et de l'Alabama. L'administration fédérale est mise en accusation pour ne pas avoir réagi suffisamment tôt et de ne pas avoir organisé l'évacuation des habitants, même si cette tâche était d'abord de la responsabilité du gouvernement de la Louisiane et de la municipalité de La Nouvelle-Orléans tout comme celle de planifier les besoins, organiser les évacuations et les secours. Dans une vidéo de visioconférence entre des experts de la FEMA et George W. Bush, les spécialistes alertent le président des problèmes prévus (dégâts importants et ruptures des digues).
Par la suite, en baisse dans les sondages, George W. Bush reconnaît dans un discours les erreurs commises au niveau fédéral et en prend la responsabilité. « Quatre ans après l'horrible expérience du 11 septembre, les Américains ont tous les droits d'attendre une réponse plus efficace en cas d'urgence. Lorsque le gouvernement fédéral ne parvient pas à faire face à cette obligation, je suis en tant que président responsable du problème, et de la solution », déclare-t-il.
Au cœur de La Nouvelle-Orléans désertée de ses habitants, George W. Bush annonce alors un plus grand engagement fédéral, qui prendra en charge la « grande majorité » du coût de la reconstruction, « des routes aux ponts, en passant par les écoles et le système des eaux », ainsi qu'un rôle accru des forces armées. Il annonce également un vaste plan de reconstruction afin d'enrayer la pauvreté (issue « de la discrimination raciale, qui a coupé des générations de l'opportunité offerte par l'Amérique ») et fondé sur la création dans la région d'une zone à fiscalité réduite, d'une aide de 5 000 dollars aux réfugiés cherchant à retrouver du travail et la distribution gratuite (par tirage au sort) de terrains aux plus démunis, afin qu'ils puissent y construire leur maison.
Par la même occasion, George W. Bush ordonne au département de la Sécurité intérieure de lancer un réexamen des plans d'urgence dans toutes les grandes villes d'Amérique.
Quelques jours plus tard, l'ouragan Rita ravage les côtes du Texas mais cette fois-ci, ni la gestion fédérale ni celle de l'État du Texas ne sont prises en défaut ou remises en cause. Les journalistes parlent même d'effet Rita pour expliquer la sensible remontée de George W. Bush dans les sondages (71 % des personnes interrogées déclarent approuver son action au moment du passage du cyclone Rita contre 40 % en ce qui concernait Katrina).

#### Politique d'éducation
George W. Bush se déclare favorable à l'enseignement du dessein intelligent dans les écoles, au côté de l'évolution darwinienne : « […] avant tout, les décisions doivent être prises au niveau local, celui des districts scolaires, mais je pense que les deux parties doivent être enseignées correctement […] Ainsi, les personnes peuvent comprendre de quoi retourne le débat ». […] « Une partie de la mission de l’éducation est de présenter aux personnes les différentes écoles de pensée ». ».

#### Défense du bilan présidentiel

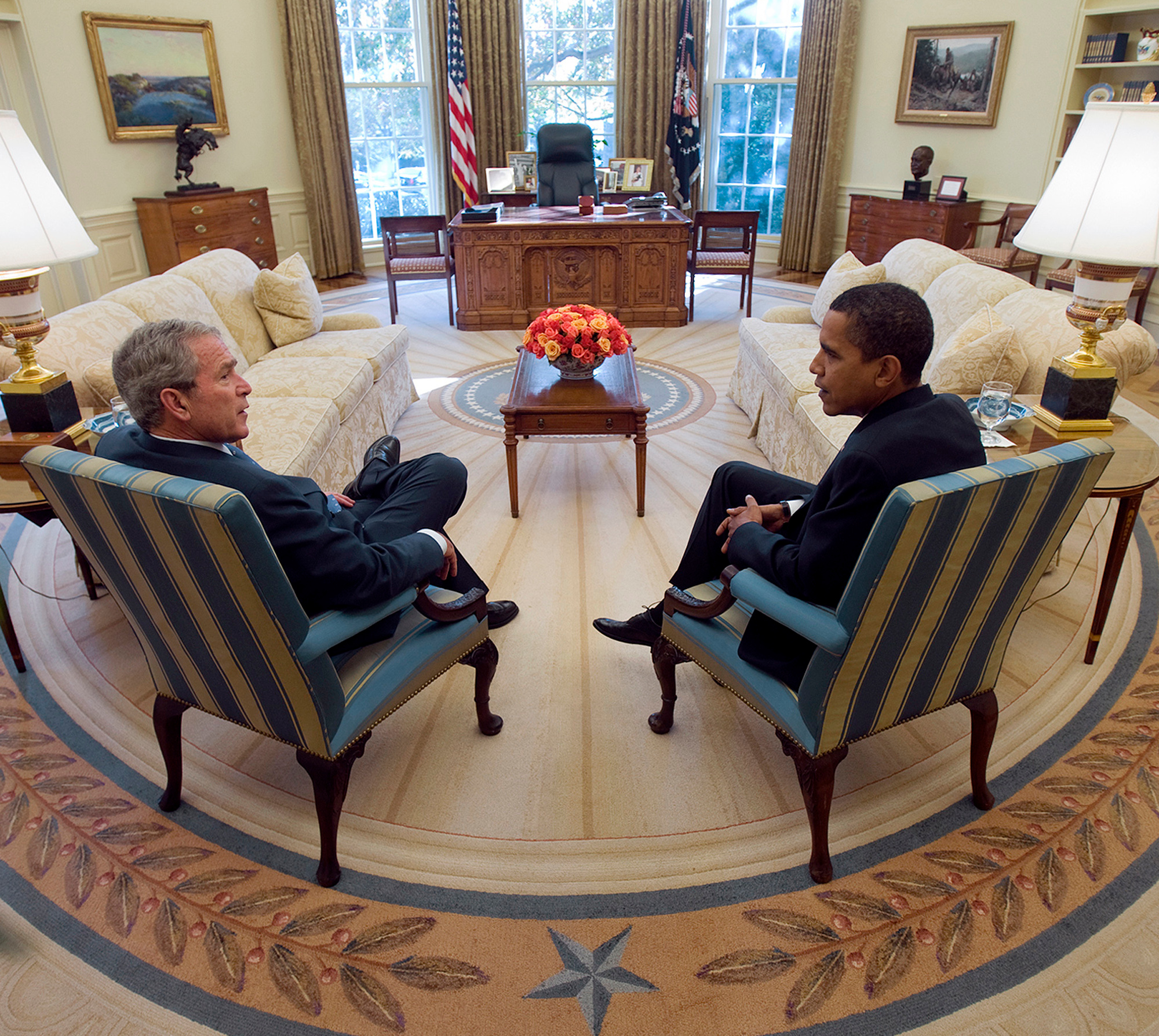
Le président en exercice George W. Bush reçoit le président élu Barack Obama dans le Bureau ovale.

L'élection de Barack Obama en novembre 2008 fait entrer George W. Bush dans la dernière étape de sa présidence. La transition avec l'administration Obama s'achève le 20 janvier 2009, date de passation des pouvoirs au quarante-quatrième président des États-Unis. Lors des dernières conférences et discours de son mandat, prononcés en janvier 2009, Bush défend fermement sa présidence en parlant d'un « bilan bon et fort », rejetant les critiques sur sa gestion de la « guerre contre le terrorisme », l'Irak et l'économie. Il reconnaît toutefois quelques erreurs dont le déploiement de la bannière « mission accomplie » annonçant prématurément la fin des combats en Irak, le fait que l'on n'ait pas découvert d'armes de destruction massive en Irak et le scandale des abus dont ont été victimes des détenus à la prison d'Abou Ghraïb. Il estime néanmoins que l'histoire sera son juge « une fois qu'un certain temps aura passé », comme c'est le cas pour Harry S. Truman, président impopulaire lorsqu'il quitte ses fonctions mais aujourd'hui admiré pour l'ensemble de sa politique durant la guerre froide.

#### Leçons liées à sa présidence
Le 13 janvier, les membres démocrates de la commission de la Justice de la Chambre des représentants publient un rapport à charge de 486 pages sur les leçons et recommandations liées à la présidence de George W. Bush, recommandant la création d’une commission d’enquête officielle. Ces recommandations resteront sans suite faute de soutien des élus du Congrès et du gouvernement fédéral.

#### Opinions de contemporains

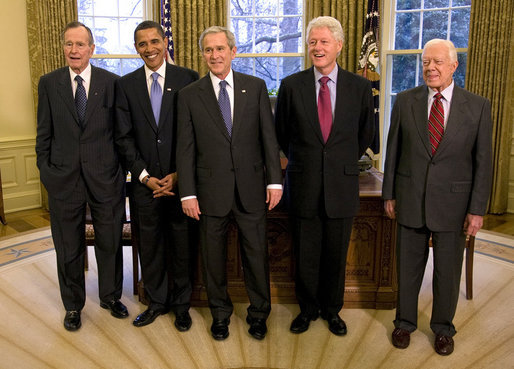
George H. W. Bush, Barack Obama (président élu), George W. Bush, Bill Clinton et Jimmy Carter, 5 présidents américains réunis à la Maison-Blanche le 7 janvier 2009.

Si, en juin 2005, les téléspectateurs américains placent George W. Bush en sixième position dans leur liste des plus grands Américains, et s'il avait atteint les records de la popularité pour un président à la fin de l'année 2001 avec 89 % d'approbation, il ne recueille plus, sur l'année 2008, que 25 à 33 % d'opinions favorables, soit, dans l'histoire moderne des États-Unis, un peu mieux que les indices les plus bas des présidents Harry S. Truman et Richard Nixon avec un pic d'opinions négatives atteint en avril 2008 selon l'institut Gallup,.
En mai 2008, le Time le classe septième sur sa liste des cent personnes les plus influentes au monde. Dans un éditorial du 18 janvier 2009 du journal Le Monde, le quotidien écrit que George W. Bush quitte la Maison-Blanche « avec une popularité au plus bas, dans son pays et dans le reste du monde » et que, faisant référence à un sondage de l'institut Gallup « rares sont les historiens de la présidence américaine à douter que le 43e ait été le dirigeant le plus calamiteux que les États-Unis aient connu ». Pour l'éditorialiste du Monde, si « depuis le 11 septembre 2001, les États-Unis n'ont pas connu d'attentat sur leur sol, ce résultat voisine avec une interminable liste d'échecs » comme la guerre d'Irak, les mensonges sur les armes de destruction massive, la torture dans la prison d'Abou Ghraib et de Guantánamo, les extraditions illégales de la CIA vers des sites noirs, la non capture de Ben Laden et la montée de l'antiaméricanisme et du radicalisme islamiste dans le monde. Bien que le président Bush ne soit pas responsable des massacres de Mahmoudiyah et de Haditha commis par des soldats américains, ceux-ci ternissent fortement son bilan militaire.
Pour Pierre Rousselin, l'éditorialiste du Figaro, George W. Bush a pris sur lui, avec abnégation, chacune des critiques qui ont pu être adressées aux États-Unis, que ce fût la guerre d'Irak, Guantánamo ou la débâcle bancaire et la récession. Si l'échec de sa présidence paraît évident dans bien des domaines, le portrait qui en est fait reste souvent simpliste et caricatural. Pour son collègue Ivan Rioufol, George W. Bush est victime de la pensée unique et, en Europe de l'Ouest, d'un antiaméricanisme pavlovien, citant, selon lui, au crédit du 43e président l'installation de la « démocratie » en Irak et la « lutte contre l'islamo-fascisme ». Pour La Presse canadienne, les succès de George W. Bush sont ainsi restés à l'ombre des deux guerres impopulaires et de la crise financière de sa fin de mandat.
Parmi ses succès, ses partisans notent le fait qu'il n'y ait eu aucune attaque terroriste sur le sol américain après le 11 septembre 2001, le triplement de l'aide à l'Afrique concernant la lutte contre le Sida et contre le paludisme, l'amélioration des relations avec la Corée du Nord et l'Iran ainsi que l'amélioration du système d'éducation, à la suite de l'instauration d'une réforme scolaire, et du programme d'assurance-médicaments. Pour Stephen Hess, un expert de la Brookings Institution, les historiens, avec le temps, pourraient aller au-delà des échecs de George W. Bush et examiner ses succès de même que les impacts à long terme de ses politiques les plus critiquées.
Pour l'historien Jean-Michel Lacroix, « la stratégie de George Bush consistait [après le 11-Septembre] à capitaliser sur l'émotion collective et la psychose sécuritaire en se posant en « défenseur du monde libre » au risque de prendre une posture impériale et d'alimenter une vision manichéenne du bien et du mal ».
Dans ses mémoires, Tony Blair, Premier ministre du Royaume-Uni du 2 mai 1997 au 27 juin 2007, évoque ainsi le président George W. Bush : « L’une des caricatures les plus grotesques à propos de George, c’est qu’il serait un illustre crétin arrivé à la présidence par hasard.» […] « J’en suis venu à [l’]aimer et à [l’]admirer. […] C’était, d’une façon bizarre, un véritable idéaliste, […] d’une grande intégrité. ».
Pour José María Aznar, président du gouvernement espagnol durant les années 1996-2004, l'action internationale du président George Bush mérite d’être saluée. Pour Alexandre Adler, historien et expert géopolitique, « le grand courage du président George Bush à l’heure de l’épreuve » doit être reconnu.
À la suite des événements du Printemps arabe (2010-2011), Ivan Rioufol pense qu'il faut réhabiliter George Bush, à qui il attribue un rôle important dans le déclenchement de ces événements. Raphaël Gutmann estime de même qu'il « ne faut pas négliger le rôle de la doctrine Bush dans les révoltes arabes ».

#### Départ de la Maison-Blanche

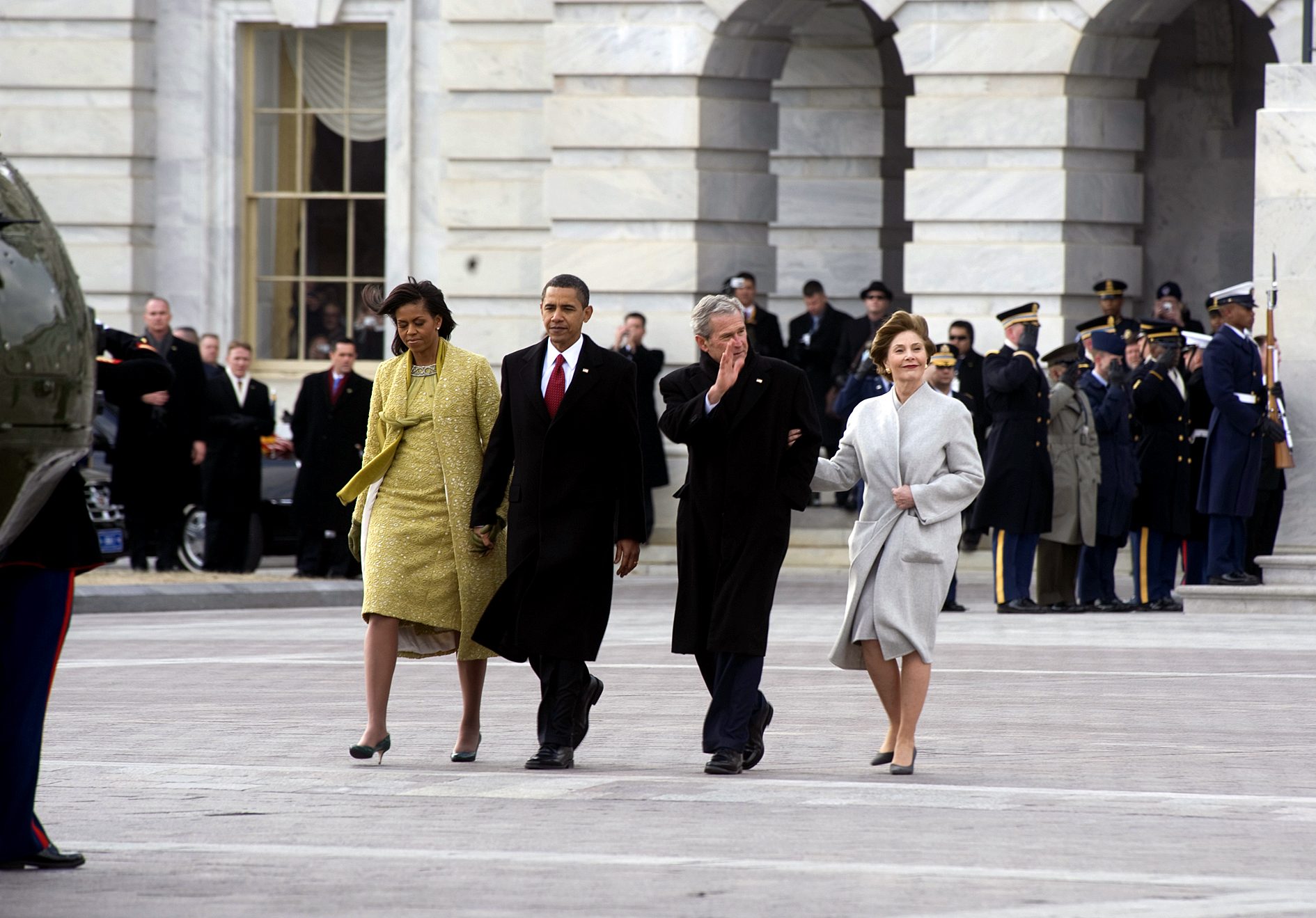
Le départ vers le Texas des Bush accompagnés jusqu'à leur hélicoptère par Barack Obama et son épouse Michelle.

Dans sa dernière allocution télévisée, prononcée le 15 janvier 2009, cinq jours avant de quitter la Maison-Blanche, il défend de nouveau son bilan dans le domaine de la sécurité nationale, invoquant la création du département de la Sécurité intérieure, la transformation de l'armée, du Federal Bureau of Investigation, des services de renseignement — avec la création notamment du poste de directeur du renseignement national — et la mise en place de nouveaux instruments pour « surveiller les mouvements des terroristes, geler leurs avoirs financiers et déjouer leurs complots ». Il cite en exemple l'Afghanistan et l'Irak comme deux nouvelles démocraties, et explique sa philosophie en rendant hommage à son successeur. La présidence de George W. Bush s'achève le 20 janvier 2009 à 12 h (17 h GMT). Après avoir assisté à la prestation de serment solennelle sur la Bible de son successeur, George W. Bush et sa femme Laura sont raccompagnés par Barack Obama et son épouse Michelle à un hélicoptère attendant devant le Capitole qui les amène à la base militaire d'Andrews, dans le Maryland. L'ancien président remercie alors des dizaines de collaborateurs avant de s'envoler pour le Texas, à bord d'Air Force One, rebaptisé pour l'occasion « Special Air Mission 28000 », accompagné notamment de ses parents mais aussi de son ancien conseiller Karl Rove et de plusieurs anciens membres de son cabinet comme Alberto Gonzales, Margaret Spellings et Donald Evans. Arrivé à Midland, il est accueilli, au palais des Congrès Centennial Plaza, par 20 à 30 000 de ses partisans,.

## Après la Maison-Blanche

### Fondation Clinton-Bush pour Haïti

George W. Bush en 2014.

Résidant dorénavant dans son ranch de Crawford ou dans sa nouvelle résidence de la banlieue de Dallas, il se consacre à la création de sa bibliothèque présidentielle, la George W. Bush Presidential Library, dont l'inauguration a lieu en 2013 sur le campus de la Southern Methodist University, et à écrire un livre portant sur ses deux mandats.
Durant l'année 2009, il prononce plusieurs discours consacrés à sa vie à la présidence, notamment lors de conférences à Calgary, Toronto ou Montréal.
En janvier 2010, à la demande de Barack Obama, il accepte avec Bill Clinton de diriger le « Fonds Clinton-Bush pour Haïti », chargé de rassembler des moyens financiers qui permettront au plus vite d'aider les victimes du séisme qui dévaste Haïti durant le début d'année et de financer la reconstruction de l'île.

### Popularité continue aux États-Unis
En mars suivant, George W. Bush bénéficie d'un regain d'intérêt de la part de la presse américaine à la suite de la baisse de popularité de Barack Obama. Ce regain d'intérêt tiendrait notamment au fait que l'administration Obama n'aurait fait qu'édulcorer certaines politiques ou pratiques de l'époque de l'administration Bush, bonnes ou mauvaises (la non fermeture de Guantánamo, la loi « No child left behind », l'exacerbation des divisions partisanes ou la décision de ne pas faire finalement juger les suspects de l'attentat du 11 septembre par un tribunal civil).
Son geste le plus remarqué en un an et demi après son départ de la présidence est son intervention le 5 mars 2010, auprès de David Cameron, chef du Parti conservateur britannique, pour tenter de le convaincre de faire signer par les Unionistes nord-irlandais l'accord transférant les pouvoirs de la justice et de la police locale de Londres à Belfast.

### Mémoires et autres activités
En novembre 2010, il publie ses mémoires, intitulés Instants décisifs (Decision Points) dans lesquels il évoque quatorze décisions majeures, notamment le Patriot Act mis en place à la suite des attentats terroristes du 11 septembre 2001, la guerre en Irak, l'ouragan Katrina ou la crise économique. Bien qu'il reconnaisse des erreurs, il dit assumer sa présidence, plusieurs médias ont critiqué son point de vue, s'attendant à un mea-culpa. Il révèle au passage avoir songé à remplacer Dick Cheney pour la vice-présidence lors de l'élection présidentielle de 2004, exprime le regret de ne pas avoir trouvé d'armes biologiques ou chimiques en Irak tout en légitimant sa décision de faire tomber Saddam Hussein et reconnaît avoir autorisé la méthode de la noyade simulée sur Khaled Cheikh Mohammed, un responsable d'Al Qaida. Les mémoires sont un succès, tirés à plus d'un million d'exemplaires,,,.
Depuis son départ de la présidence, George W. Bush consacre une partie de son temps libre à la peinture, activité dont il dit retirer « la paix intérieure ». Il expose notamment ses œuvres à Dallas. Il peint entre autres des animaux, parmi lesquels son chien et son chat, mais fait également des portraits de dirigeants politiques qu'il a côtoyés, comme Vladimir Poutine ou Roh Moo-hyun,. Il soutient son frère Jeb Bush favori des primaires républicaines de 2016. À l'issue de ces primaires George W.Bush décide de ne pas soutenir le candidat officiel du Parti républicain, Donald Trump, sans pour autant annoncer un soutien public à Hillary Clinton. Son père George H. W. Bush déclare après l'élection avoir voté pour Hillary Clinton. Lors de l'élection présidentielle de 2020, George W. Bush ne soutient ni Donald Trump ni Joe Biden.
À l'occasion de certains évènements internationaux, il continue de représenter les États-Unis, comme lors d'une visite en Corée du Sud en 2019, lors d'une cérémonie d'hommage au président Roh Moo-hyun, décédé dix ans plus tôt.
Le 1er juin 2020, George W. Bush publie une déclaration concernant le meurtre de George Floyd. Dans cette déclaration, Bush écrit que lui et l'ancienne Première dame Laura Bush « sont angoissés par l'étouffement brutal de George Floyd et perturbés par l'injustice et la peur qui étouffent notre pays ». Il estime qu'il « est temps que l'Amérique examine ses échecs tragiques », ajoutant que « beaucoup doutent de la justice de notre pays, et avec raison. Les Noirs voient à répétition la violation de leurs droits sans une réponse urgente et adéquate des institutions américaines ». Le 30 juillet, George W. Bush et son épouse, ainsi que les anciens présidents Bill Clinton et Barack Obama assistent et prennent la parole aux funérailles du leader des droits civiques et membre du Congrès John Lewis, à l'église baptiste Ebenezer d'Atlanta.

### Élections présidentielles de 2020 et 2024

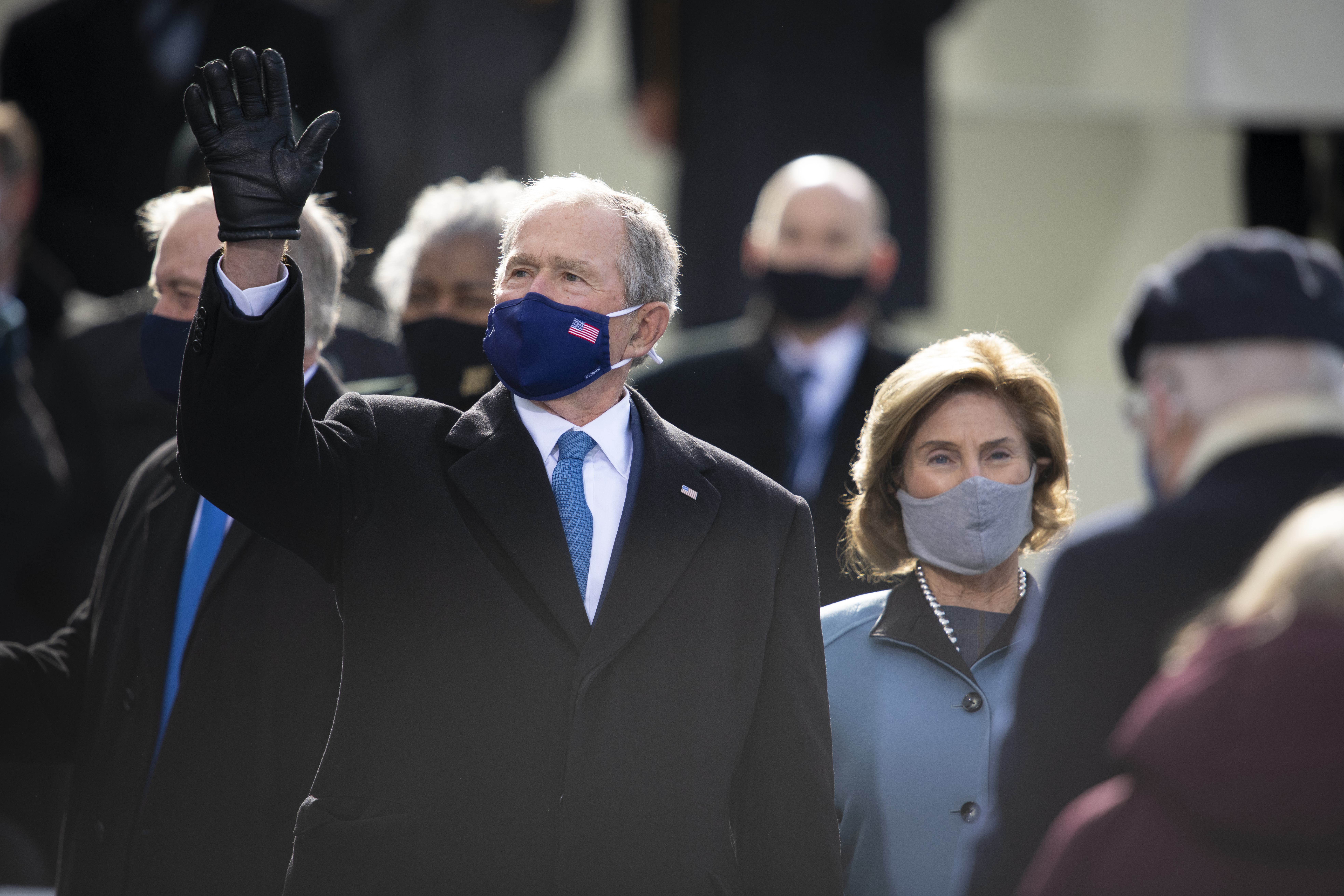
George W. Bush et son épouse lors de l'investiture de Joe Biden, au Capitole des États-Unis, le 20 janvier 2021.

George W. Bush ne donne aucune consigne de vote lors de l'élection présidentielle de 2020, mais organise une collecte de fonds virtuelle pour les sénateurs américains Susan Collins (R-ME), Cory Gardner (R-CO), Martha McSally (R-AZ) et Thom Tillis (R-NC). Tous les quatre étaient candidats à la présidence et étaient en difficulté dans les sondages. Il n'assiste pas non plus à la Convention nationale républicaine de 2020, où le président Trump est désigné candidat du parti. Au soir du 7 novembre 2020, Joe Biden est élu président des États-Unis, et George W. Bush le félicite ainsi que sa colistière, Kamala Harris. Il félicite également Trump et ses partisans pour avoir mené « une campagne acharnée ». Le candidat républicain Donald Trump n'avait pas encore concédé la défaite. George W. Bush publie une déclaration disant que même si Trump est dans son droit d'appeler à un nouveau dépouillement, il pense que l'élection est « fondamentalement juste » et que « son résultat est clair », et déclare qu'il offrira à Joe Biden « mes prières pour son succès, et mon engagement à aider de toutes les manières possibles », comme il l'avait fait pour Trump et Obama.
Il ne soutient aucun candidat lors de l'élection présidentielle de 2024, du fait qu'il s'est retiré de la politique, mais contrairement à Dick Cheney, n'appelle pas à voter contre Trump,.

### Vie publique et positionnement
Le 6 janvier 2021, à la suite de l'assaut du Capitole par des partisans de Donald Trump , George W. Bush dénonce la violence de l'attaque aux côtés des trois autres anciens présidents : Obama, Clinton et Carter, publiant une déclaration disant que « c'est ainsi que les résultats des élections sont contestés dans une république bananière, pas dans notre république démocratique » , et que « c'est un spectacle écœurant et déchirant ». Il fait écho au message du président élu Joe Biden déclarant que ce qui s'était produit à Washington était une « insurrection ». Le 20 janvier, Bush et sa femme assistent à l'investiture de Joe Biden, qui devient le 46e président des États-Unis.
George W. Bush s'oppose au retrait par le président Biden des troupes américaines d'Afghanistan, en août 2021, affirmant que ce retrait le rend « inquiet » et qu'il avait le potentiel de « créer un vide, et dans ce vide est susceptible d'entrer des personnes qui traitent les femmes comme des citoyens de seconde classe ». Lors d'un entretien avec Deutsche Welle le 14 juillet 2021, l'ancien président Bush réaffirme son opposition au retrait des troupes, estimant qu'il s'agit d'une « erreur ».
Le 11 septembre 2021, jour du 20e anniversaire des attentats du 11 septembre, George W. Bush prononce un discours hommage au Mémorial national du vol 93, louant l'héroïsme des passagers du vol 93 d'United Airlines et l'esprit de l'Amérique. Il déclare également avoir « vu des millions de personnes saisir instinctivement la main d'un voisin et se rallier les uns aux autres », ajoutant que « c'est l'Amérique que je connais ».

## Divers
- Lors de sa première course à la Maison Blanche, en 2000, George W. Bush crée le groupe des Bush Pioneers (en), dont chaque membre s'engage à collecter 100 000 dollars au service de sa campagne. Serge Halimi, directeur du Monde diplomatique, relève dans son essai politique Le Grand Bond en arrière (2004, réédité en 2006 et 2012) que « sur les deux cent douze « pionniers », quarante-trois ont ensuite hérité de postes officiels - dix-neuf sont devenus ambassadeurs des États-Unis (en Autriche, au Portugal, aux Pays-Bas, en Tchéquie, en Slovaquie, en Irlande) et deux ont été choisis comme membres de son cabinet ».

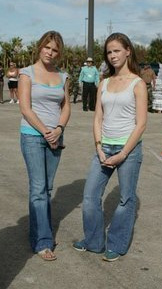
Barbara Pierce et Jenna Bush (2004).

- En 2003, la chanson American life de la chanteuse américaine Madonna, issue de l'album éponyme, a été censurée car ses propos ont été jugés trop choquants par rapport à la politique de George Bush et notamment à propos de la guerre en Irak.
- Le 10 mai 2005, en voyage officiel en Géorgie alors qu'il prononce un discours au square de la Liberté accompagné du président géorgien Mikheil Saakachvili, il est victime d'une tentative d'attentat. Un Arménien, Vladimir Arutyunian, lance une grenade en direction de la scène mais elle heurte un spectateur et tombe loin de sa cible sans exploser. En janvier 2006 Arutyunian est condamné à la prison à perpétuité.
- En juin 2005, le Premier ministre vietnamien Phan Văn Khải se rend aux États-Unis, symbolisant ainsi la normalisation des relations entre Washington et Hanoï, trente ans après la fin de la guerre du Viêt Nam. La visite de Phan Van Khai est la première d'un officiel vietnamien de ce rang depuis 1975. La visite du président Bush au Viêt Nam a lieu les 18 et 19 novembre 2006, dans le cadre du sommet de la Coopération économique pour l'Asie-Pacifique (auparavant, Bill Clinton s'était rendu au Viêt Nam en 2000).
- En septembre 2005, Tbilissi en Géorgie est la première capitale européenne à baptiser une de ses rues du nom de George W. Bush.
- En Albanie, Tirana est la seconde capitale européenne à donner le nom de George W. Bush à l'une de ses artères (Rruga Presidenti George Bush) afin de commémorer sa visite, la première d'un président américain, effectuée en juin 2007. Il existe aussi une rue George W. Bush à Kamza (Albanie)[144].
- Dans le documentaire L'Avocat de la terreur, Jacques Vergès, répondant à la question de savoir s'il aurait accepté de défendre Hitler, répond : « Hitler ? Mais, même Bush ! ».

## Honneurs

### Décorations américaines
- Department of Defense Medal for Distinguished Public Service (en), 1re classe
- Médaille de la liberté de Philadelphie

### Décorations étrangères
- Grand cordon de l'ordre national d'Albanie
- Collier de l'ordre du roi Abdelaziz, Arabie Saoudite
- Grand collier de l'ordre d'Al-Khalifa, Bahreïn
- Grand-croix de l'ordre national du Bénin
- Collier de l'ordre de Zayed, Émirats arabes unis
- Grand-croix avec collier de l'ordre de la Croix de Terra Mariana, Estonie.
- Grand-croix de l'ordre de victoire de Saint-Georges (en), Géorgie
- Grand-croix de l'ordre du Mérite hongrois
- Collier de l'ordre du Koweït (en)
- Grand-croix avec collier de l'ordre des Trois Étoiles, Lettonie
- Grand-croix de l'ordre de Vytautas le Grand, Lituanie
- Médaille de l'ordre de la République, Macédoine
- Grand-croix avec collier de l'ordre de l'Étoile de Roumanie
- Grand-croix pro Merito Melitensi de l'ordre souverain de Malte, Vatican

### Distinctions
- Docteur honoris causa de l'université d'État de l'Ohio

## Publications
- Decision Points, Virgin Books, 2010, 497 p. (ISBN 978-0-7535-3966-8)
- Portrait de mon père George H. W. Bush, Odile Jacob, 2016.
- Portraits of courage, Crown Publishing, 2017.
- Out of many, one: Portraits of America's Immigrants, Crown Publishing, 2021. Le titre référence E pluribus unum.

## Liens de famille
- Prescott Bush, son grand-père ;
- George H. W. Bush, son père ;
- Barbara Bush, sa mère ;
- Barbara Pierce et Jenna Bush, ses filles ;
- Jeb Bush, son frère, gouverneur de Floride ;
- Lauren Bush, sa nièce, mannequin ;
- George Prescott Bush, son neveu, avocat.